# テキサス州

テキサス州
State of Texas
Estado de Texas/Tejas

州の愛称: ひとつ星の州
Lone Star State州のモットー: 友情
Friendship

テキサス州（テキサスしゅう、英: State of Texas）は、アメリカ合衆国の州。略称はTX。合衆国本土南部にあり、メキシコと国境を接している。
| 家庭で話される言語（テキサス州） 2010年 | 家庭で話される言語（テキサス州） 2010年 | 家庭で話される言語（テキサス州） 2010年 | 家庭で話される言語（テキサス州） 2010年 | 家庭で話される言語（テキサス州） 2010年 |
| --------------------------------------- | --------------------------------------- | --------------------------------------- | --------------------------------------- | --------------------------------------- |
|                                         |                                         |                                         |                                         |                                         |
| 英語                                    | 英語                                    |                                         | 65.8%                                   | 65.8%                                   |
| スペイン語                              | スペイン語                              |                                         | 29.21%                                  | 29.21%                                  |

| 人種構成（テキサス州） 2010年 | 人種構成（テキサス州） 2010年 | 人種構成（テキサス州） 2010年 | 人種構成（テキサス州） 2010年 | 人種構成（テキサス州） 2010年 |
| ----------------------------- | ----------------------------- | ----------------------------- | ----------------------------- | ----------------------------- |
|                               |                               |                               |                               |                               |
| 白人                          | 白人                          |                               | 45.3%                         | 45.3%                         |
| ヒスパニック                  | ヒスパニック                  |                               | 37.6%                         | 37.6%                         |
| 黒人                          | 黒人                          |                               | 11.8%                         | 11.8%                         |
| アジア系                      | アジア系                      |                               | 3.8%                          | 3.8%                          |
| インディアン                  | インディアン                  |                               | 0.7%                          | 0.7%                          |
| 混血                          | 混血                          |                               | 2.7%                          | 2.7%                          |

## 概要
人口ではカリフォルニア州、面積ではアラスカ州に次いで全米第2位の州でもある。「テキサス」は、インディアン部族のハシーナイ連合（カドー族）のカドー語で「友人」または「同盟者」を意味する「テイシャ（Teja＝táyshaʔ）」に由来し、スペイン人がカドー族そのものと東テキサスにおけるその入植地域の名前にあてたものである。テキサス共和国時代から使用されている、白い星を一つあしらった州旗から「ローン・スター・ステイト (Lone Star State) 」という愛称もよく知られている。
テキサス州は南にメキシコ、西にニューメキシコ州、北にオクラホマ州、北東にアーカンソー州、東にルイジアナ州と境を接している。面積は696,241 km2、人口は約2,915万人で現在も増加しつつある。人口ではヒューストンが州内で最大かつ全米でも第4位の都市であり、サンアントニオが州内第2位、全米で第7位となっている。ダラス・フォートワース都市圏とヒューストン大都市圏は全米でそれぞれ第4位と第5位の都市圏である。その他の主要な都市としては、州西部のエルパソと州都のオースティンがある。
テキサス州はその大きさやバルコンズ断層のような地質特性の故に、アメリカ合衆国南部と南西部の双方に似通った多様な地理的景観がある。砂漠地の面積は、10％足らずである。人口集中地の大半は元のプレーリー、草原、森林および海岸にある。東から西に移動すると、海岸の湿地と松林に始まり、うねりのあるプレーリと岩の多い丘が続き、最後は砂漠とビッグベンドの山脈になる。
「シックス・フラッグス・オーバー・テキサス」という言葉は、テキサスを支配したことのある6つの国を表している。テキサスの地域を最初に領有権主張したヨーロッパの国はスペインだった。フランスが短期間の植民地を保持した。続いてメキシコが領有したが、1835年に独立してテキサス共和国となった。1845年にアメリカ合衆国28番目の州として併合され、それが理由でメキシコとの関係が悪化し1846年に米墨戦争を引き起こす一連の出来事となった。奴隷州だったテキサス州は1861年初期にアメリカ合衆国からの脱退を宣言し、南北戦争の間はアメリカ連合国（南軍）に加盟していた。戦後は合衆国に復帰したものの、長い経済不況の期間を過ごした。
南北戦争後のテキサス州を繁栄させた産業は牛の牧畜だった。牧畜業の長い歴史があるためにテキサスは、カウボーイのイメージと結び付けられることが多い。1900年代初期に油田が発見されて州の経済が成長し、経済構造が変わった。20世紀半ばには大学に大きな投資をしたこともあり、多くのハイテク企業を含む多様な経済に発展した。フォーチュン500に入る企業の数も非常に多い。各産業は成長を続けており、農業、石油化学、エネルギー、コンピュータと電子工学、宇宙工学およびバイオテクノロジーの分野で先頭を走っている。所得税や法人税がかからないといった税制優遇や賃金・土地の安さといったビジネス環境の良さから、トヨタ自動車北米本社やテスラ、オラクル、ヒューレット・パッカード・エンタープライズ（HPE）など、西部のカリフォルニア州などからテキサス州に移転する企業がさらに他の企業の移転を呼び込んでいる。
テキサス州はカウボーイなどのイメージ通り共和党が強い保守的な州（赤い州）であるが、ヒスパニックやリベラル色の強いカリフォルニア州（青い州）から多くの人が移住したことから、かつてほどの票差はなくなっている。

## 歴史

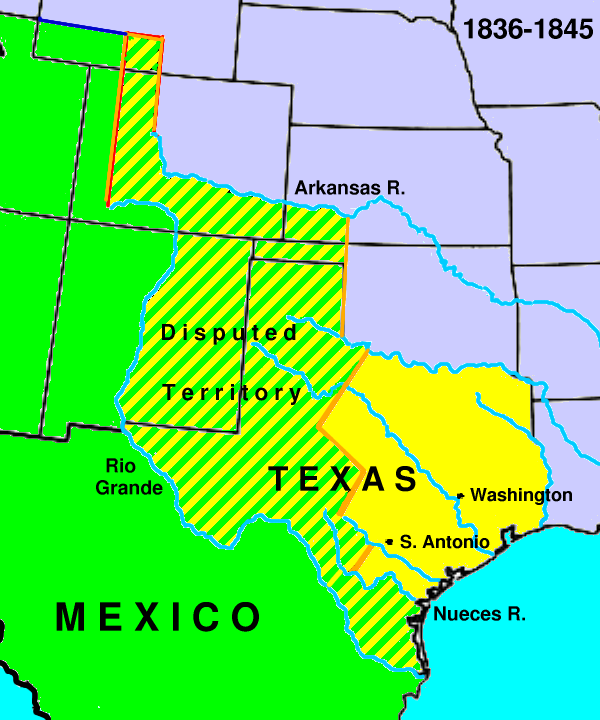
テキサス共和国の領土

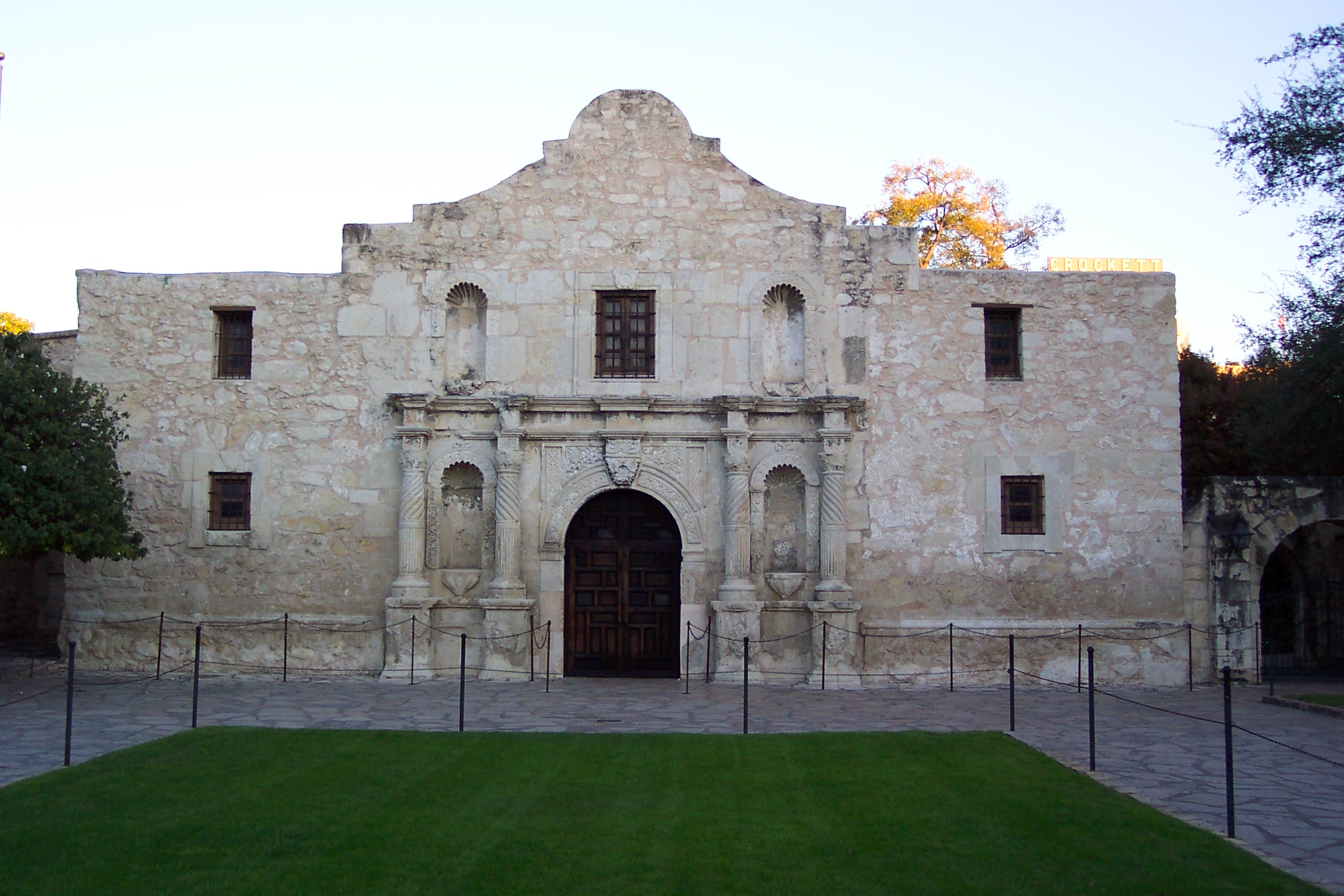
アラモ伝道所

先コロンブス期のこの地にはインディアンの諸部族が居住していたが、1492年にアメリカ大陸がクリストファー・コロンブスによって「発見」されると、テキサスもヨーロッパ人によって征服された。
16世紀以来、スペイン帝国領ヌエバ・エスパーニャ副王領（「新しいスペイン」）に属し、1821年メキシコがスペインから独立すると、メキシコ領コアウイラ・イ・テハス州の一部となった。メキシコ政府はこの地方の開発を進めるため、アメリカ合衆国人移民を認め、アメリカ合衆国人人口が増加したテハス各地でのアメリカ合衆国人入植者たちの発展が進むにつれてアメリカ合衆国人入植者とメキシコ政府との摩擦が起り、その為1830年にメキシコ政府はアメリカ合衆国人入植者がアメリカからテキサスへ来るのを禁止した。
奴隷制を認めないなどの、メキシコの政策に不満を感じたアメリカ合衆国人入植者たちはテキサス革命を決心し、1835年にメキシコからの分離を目指して反乱を起こし、1836年にテキサス共和国として一方的に独立を宣言した。同年メキシコ軍の進軍によりアメリカ合衆国人入植者がたてこもっていたサンアントニオのアラモ伝道所の砦が陥落し、守備隊は全滅した（アラモの戦い）。テキサス独立軍は「アラモを忘れるな」（"Remember the Alamo"）を合言葉に、メキシコ軍と対峙、メキシコのカウディーリョ アントニオ・ロペス・デ・サンタ・アナ将軍率いるメキシコ軍をサンジャシントの戦いで撃破した。司令官のサンタ・アナが捕らえられ、テキサス共和国の成立を認めるベラスコ条約に署名した。
テキサスの独立後、アングロ・サクソンが主導権を握ったテキサス共和国ではメキシコ政府が廃止した黒人奴隷制が復活した。
1845年にテキサスはアメリカ合衆国の28番目の州として併合されたため、翌1846年テキサスを併合されたメキシコがアメリカに宣戦し米墨戦争が起こった。米墨戦争はアメリカ合衆国優位に進み、1848年アメリカ合衆国はメキシコを破った。この戦争によってメキシコは領土の半分を失い、アメリカ合衆国は現カリフォルニア州、アリゾナ州などの現南西部をメキシコから得た。
1861年の南北戦争ではアメリカ連合国に属し、戦後1870年に合衆国への復帰が認められた。

## 地理

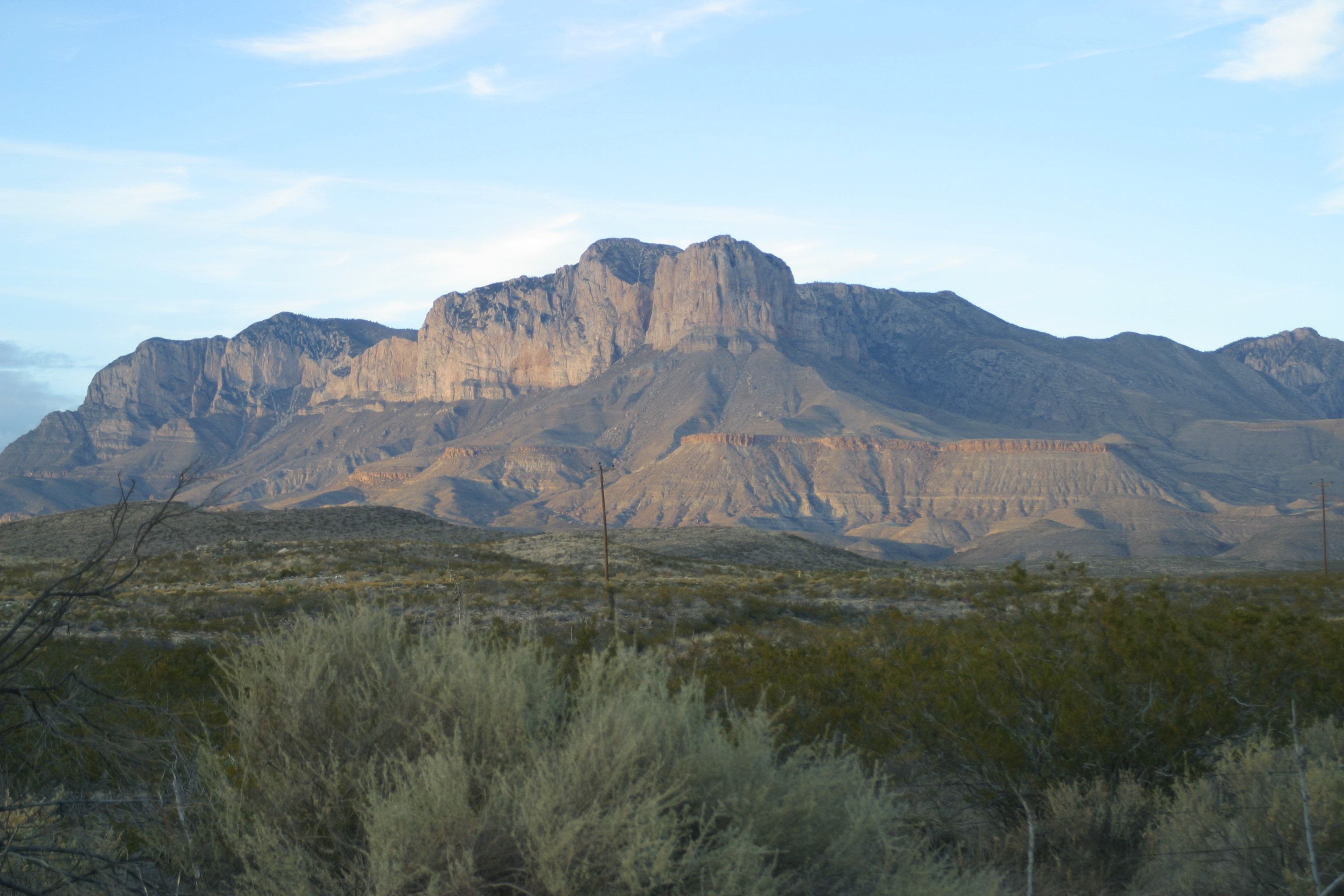
グアダルーペ山脈

テキサス州はアメリカ合衆国の南中部に位置している。州境の三方が川で規定されている。西部でニューメキシコ州、北部はレッド川を挟んでオクラホマ州に、及び東部はサビン川を挟んでルイジアナ州、およびアーカンソー州に接している。南西部においてはリオ・グランデ川を国境として、メキシコのチワワ、コアウイラ、ヌエボレオン、及びタマウリパスの各州と接している。パンハンドル（州北部をなす長方形の）地域とオクラホマ州との東部州境は西経100度線、北部州境は北緯36度30分線、ニューメキシコ州との西部州境は西経103度線となっている。エルパソ市は州の西端にあり、北緯32度線とリオ・グランデ川に接している。テキサス州の南東部においてはメキシコ湾が展開し、バイユーの流れる湿地が多い。最高地点は、州西部のグアダルーペ山脈国立公園内にある標高2,667mのグアダルーペ峰。北西部にはラノ・エスタカドと呼ばれる平原が広がる。

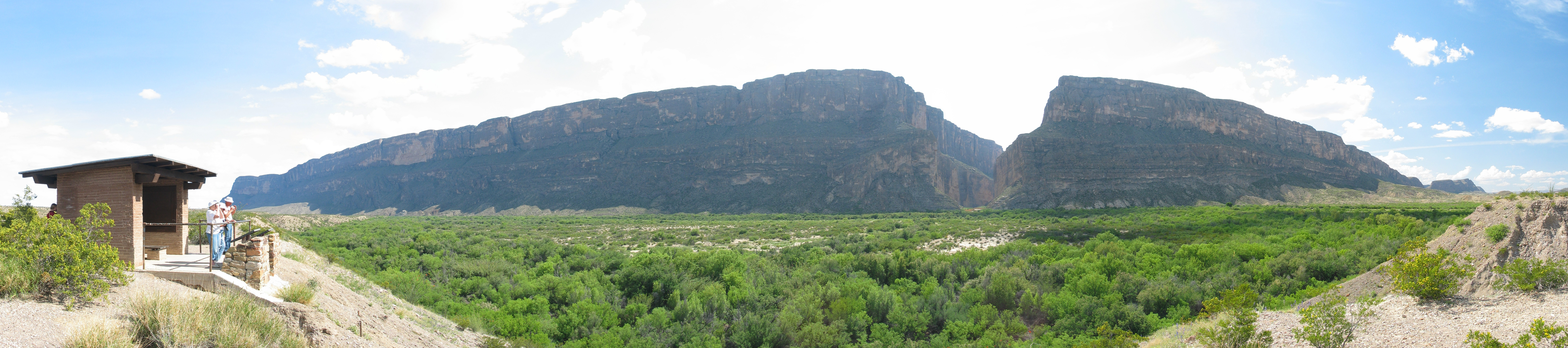
サンタ・エレナ・キャニオンを貫くリオ・グランデ、ビッグ・ベンド国立公園。キャニオンの左側はメキシコ、右側は米国

国立公園、州立公園、その他の保護区には、以下のようなものがある。西部の他州に比べ、公有地の面積比率が低い。
- ビッグ・ベンド国立公園
- グアダルーペ山脈国立公園
- アラモ伝道所（アメリカ国定歴史建造物）
- パロ・アルト戦場国立史跡

テキサス州の面積は696,241 km2で、アラスカ州に次いで全米第2位の広さがある。これは日本の面積の約2倍である。テキサス州を独立国と仮定すると、チリやザンビアに続いて40番目に大きな国となる。

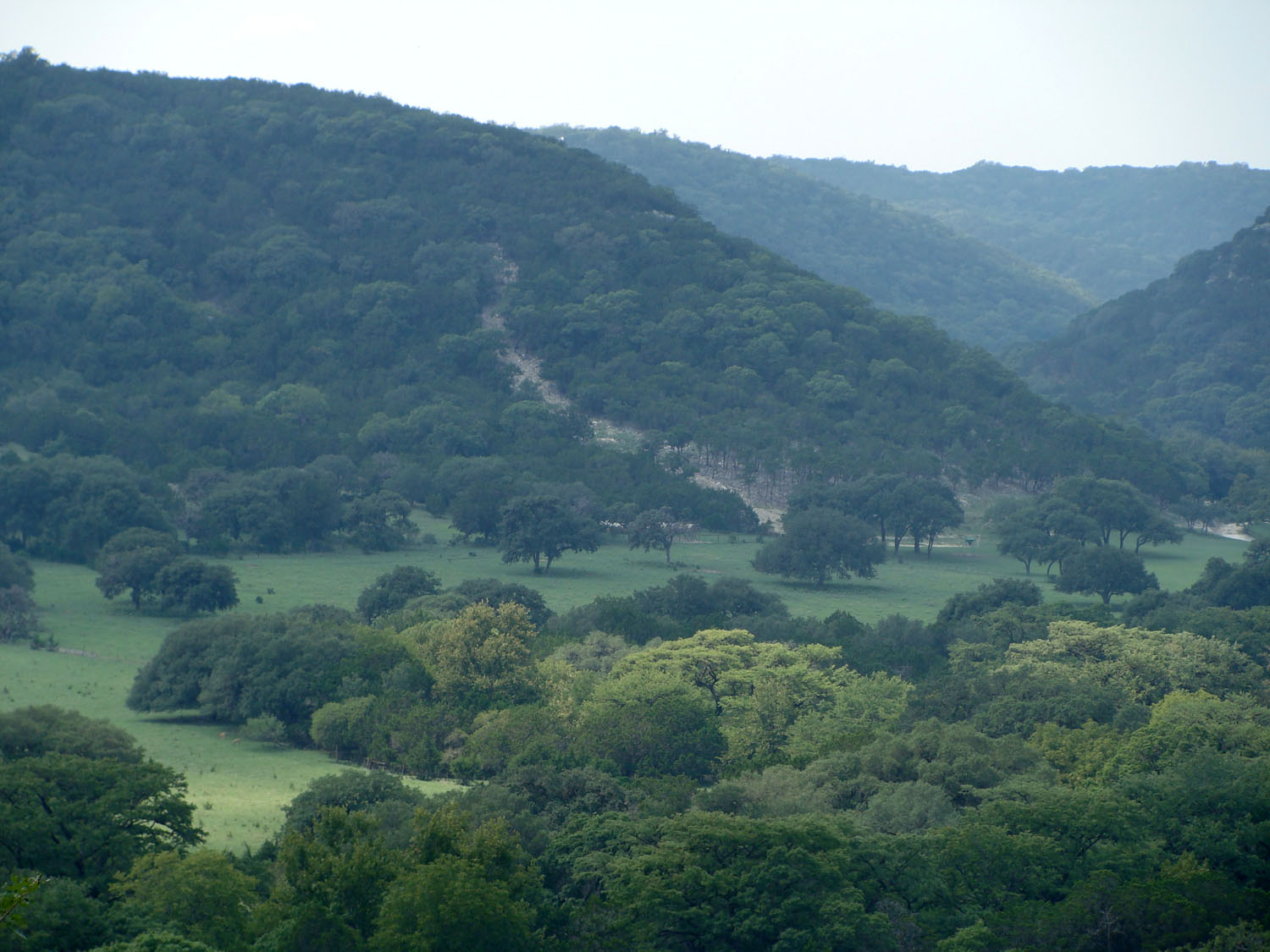
テキサス・ヒル・カントリー

テキサス州はケッペンの気候区分では10の地域、土壌区では14の地域、また生態地域では11の地域に区分されるほど、土壌、地勢、地質および植物相や動物相における違いで地域を分類するのが大変なところである。一つの区分法として南東部から西に向って、メキシコ湾海岸平原、内陸低地、グレートプレーンズおよび盆地と山脈地帯に分類する方法がある。メキシコ湾海岸平原は州南東部でメキシコ湾を包み込むようにしている。この地域の植生は密な松林である。内陸低地はなだらかにうねる丘の森林地帯であり、大きな松硬材林の一部である。州中央部のグレートプレーンズはパンハンドル地域やリャノ・エスタカードからオースティンに近いテキサス・ヒル・カントリーに跨っている。この地域はプレーリー（丈の高い草原）やステップ（丈の低い草原）が大半を占めている。テキサス州最西部すなわち「トランス・ペコス」（ペコス川より向こうの地域）は盆地と山脈地帯である。この地域は最も変化が激しく、サンド・ヒルズ（砂丘）、ストックトン高原、砂漠の渓谷、樹木のある山岳斜面および砂漠の草地がある。
テキサス州には名前の付いた水流だけで3,700、主要河川は15ある。最大の川はリオ・グランデ川である。その他の主要河川としては、ペコス川、ブラゾス川、コロラド川およびオクラホマ州との州境になっているレッド川がある。テキサス州には大きな天然湖が無いので、100以上の人口湖を造成してきた。
テキサス州のその大きさと特徴ある歴史のためにアメリカ合衆国のどの地域に属するかは議論のあるところである。文献によってアメリカ合衆国南部あるいは南西部のどちらかあるいは双方に入ると考えられることが多い。州内の幅広い地形、経済および文化の多様性のために州全体を一つの地域に含めることは危険である。州の東部、中央部および北部は南西部よりも南部との結び付きが強く、一方最西部や南部はアメリカ合衆国南部よりも南西部との類似性が強い。

### 地質

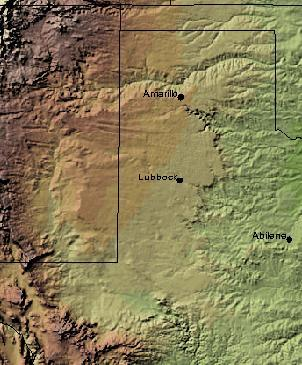
リャノ・エスタカードの立体地図

テキサス州はグレートプレーンズの最南端にあり、その南は褶曲したメキシコ・東シエラマドレ山脈で終わる。大陸地殻が安定した中原生代クラトン（剛塊）を形成し、幅広い大陸縁辺と遷移地殻へ変化し、メキシコ湾近くに達する。テキサス州最古の岩石は中原生代の約16億年前のものとされている。これら先カンブリア時代の火成岩や変成岩が州内の大半に横たわっており、リャノ隆起、ヴァンホーンおよびエルパソに近いフランクリン山脈の3か所で露出している。堆積岩がこれら古期岩石の大半を覆う。最古の堆積岩層は断層ができた大陸縁辺、すなわちカンブリア紀に発達した地質学上のパッシブ・マージンに堆積した。この縁辺はペンシルベニア紀にローラシア大陸とゴンドワナ大陸が衝突し、パンゲア大陸が形成されるまで存在した。ペンシルベニア紀の大陸衝突でアパラチア山脈とウォシタ山地を形成した地殻である。この造山運動地殻は今日ダラス-ウェーコ-オースティン-アントニオ構造線の下にある。
古生代後期の山脈はジュラ紀断層がメキシコ湾を開き始めたときに崩壊した。パンゲア大陸が三畳紀に分裂し始めたが、海洋底拡大によるメキシコ湾の形成がジュラ紀中期と後期に起こった。海岸線がテキサス州の東縁に再度移り、メキシコ湾のパッシブ・マージンを形成し始めた。

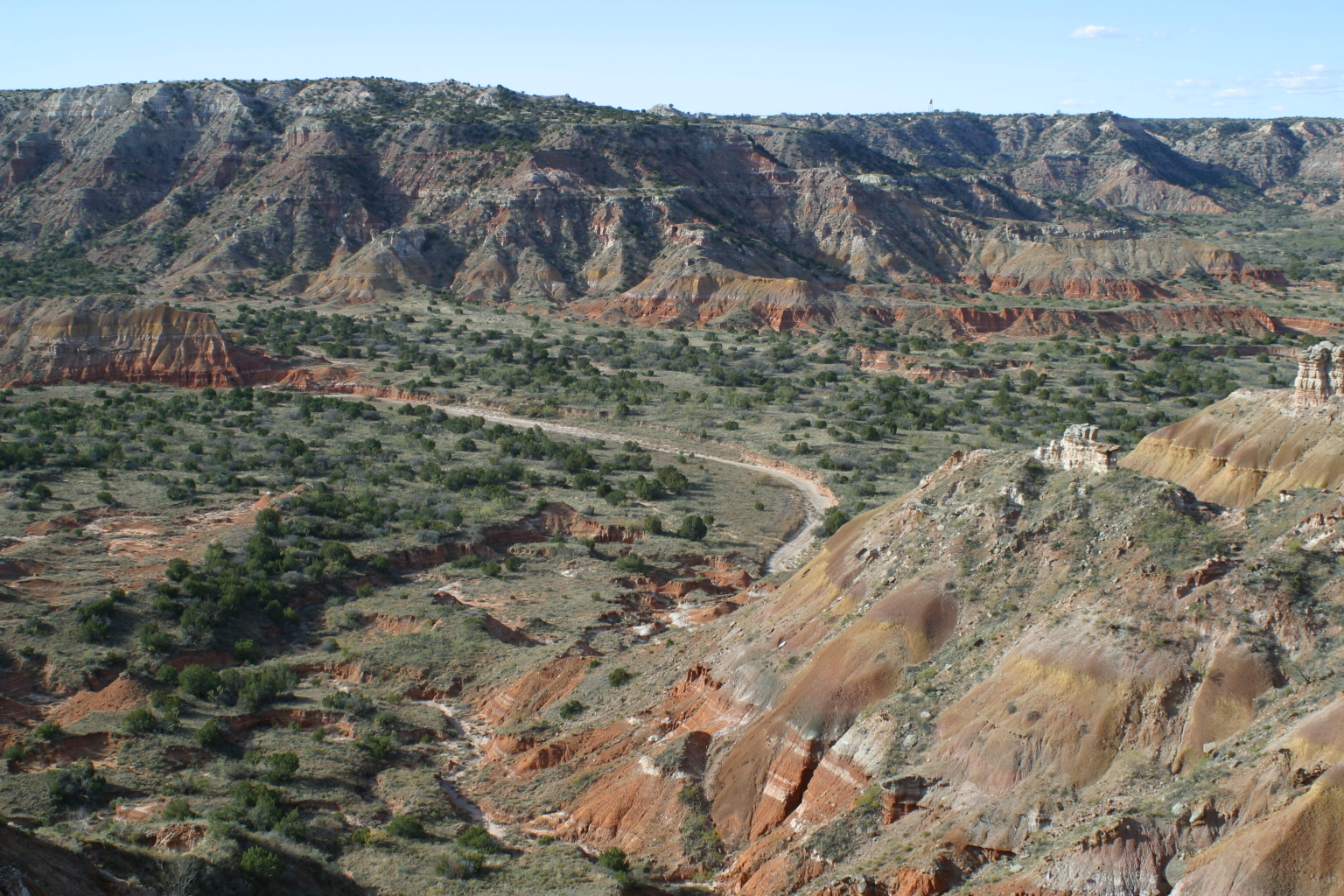
パロデュロ・キャニオン

今日、9～12マイル (14 – 19 km) の堆積層がテキサス州の大陸棚の下にあり、アメリカ合衆国の石油埋蔵量のかなりの部分がある。初期のメキシコ湾盆地は形成の初めは限られていて、海水が完全に蒸発することが多く、ジュラ紀の厚い蒸発岩を形成した。これら岩塩堆積物はドーム状ダイアピルを形成しており、東テキサスのメキシコ湾岸地下に見ることができる。
東テキサスの露頭は白亜紀や古第三紀の堆積物であり、始新世褐炭の重要鉱床である。北部のミシシッピー紀やペンシルベニア紀の堆積物、西部の二畳紀の堆積物、および東部のメキシコ湾海岸沿いとテキサス州大陸棚の白亜紀堆積物には石油が含まれる。漸新世火山岩がテキサス州最西部ビッグベンド地域に見られる。西部高原地域のオガララ帯水層と呼ばれる中新世堆積物層は重要な帯水層である。テキサスは活動的なプレートテクトニクス境界から遠く、火山が無く、地震もほとんど無い。

### 気候
東部は温暖湿潤気候（ケッペンの気候区分：Cfa）、西部はステップ気候（北部はBSk、南西部はBSh）。南西部にチワワ砂漠の北東部が含まれる。州南部では亜熱帯性の気候が見られる。複数の気候区が交っているため、動植物相は多様である。乾燥した西部では、湿地や河川、泉に生息する動植物の中に絶滅危惧種が多い。
テキサス州はそのサイズが大きいことと多くの気候帯が交差する場所にあるために非常に変化しやすい気象である。州のパンハンドル地域の冬は州北部よりも寒く、メキシコ湾岸では温暖である。降水量についても地域での変化が大きい。州最西端のエルパソでは年間降水量が8インチ (200 mm) にしかならないが、南東部のヒューストンでは54インチ (1,370 mm) にも達する。北中部のダラスでは年間降水量37インチ (940 mm) とそこそこの量である。
パンハンドル地域や州西部の山岳部では舞冬雪が何度も降るが、州北部では年に1・2度、中部と東部では数年に1度しか降らない。サンアントニオより南、すなわち海岸部では極少数の例外を除いて降雪は稀である。最近の降雪例としては2004年のクリスマスイブにヒューストンでは初めてのホワイトクリスマスを記録し、12月の平均最高気温が 65°F(18℃) である南のキングズビルでも6インチ (15 cm) の降雪があった。
夏の最高気温は西部山岳部やメキシコ湾のガルベストン島で 80°F(26℃) 台、リオ・グランデ渓谷で 100°F(38℃) 近辺となるが、テキサス州の大半の地域は 90°F(32℃) 程度である。
夏の夜の気温は西部山岳地での50°F(14℃) 台後半から、ガルベストンでの80°F(26℃) まで変化する。
雷雨は特に州東部と北部で多い。竜巻道がテキサス州北部を通っている。アメリカ合衆国内でも竜巻の発生回数が多い州であり、年平均139回となっている。竜巻は北部とパンハンドル地域で多く発生している。年間では4月、5月および6月に発生回数が多い。
アメリカ合衆国史の中でも破壊度の大きいハリケーンの幾つかがテキサスを襲った。1875年のハリケーンではメキシコ湾岸インディアノーラで約400人が死亡し、1886年にもう一度インディアノーラを襲ったハリケーンは町全体を破壊し、現在はゴーストタウンになっている。このためにガルベストンが主要港湾市の地位を引き継いだ。1900年のガルベストン・ハリケーンでは、ガルベストン市民約8,000人（12,000人の可能性もある）が死亡し、アメリカ合衆国史で最大の自然災害になっている。その他大きな被害を出したハリケーンとしては、1915年のガルベストン・ハリケーン、1957年に死者600人以上を出したハリケーン・オードリー、1961年のハリケーン・カーラ、1967年のハリケーン・ビューラ、1983年のハリケーン・アリシア、2005年のハリケーン・リタ、および2008年のハリケーン・アイクがある。熱帯低気圧も大きな被害を出すことがあり、1989年と2001年のアリソンと1979年のクローデットが特に大きなものである。
テキサス州はアメリカ合衆国で最大の温室効果ガスを排出している。毎年の二酸化炭素排出量は1.5兆ポンド（6.8億トン）近くに上っている。世界の国と比較したとき、テキサス州は第7位の排出量となる。この膨大な排出量の原因は、多くの石炭焚き火力発電所があることと、石油精製業があることである。

## 人口動勢

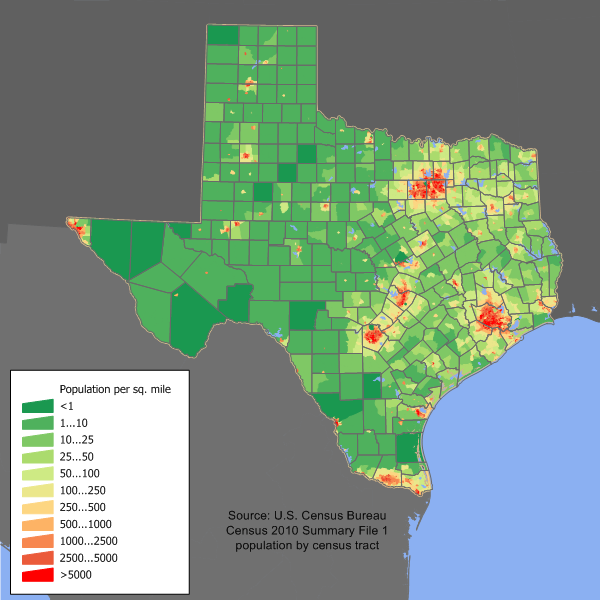
テキサス州の人口密度マップ

テキサス州民を指す英語の呼称は「テクサン」（Texan）であるが、かつてはテクシャン（Texian）と呼ばれていた。スペイン語ではテハーノ（Tejano）といい、英会話ではヒスパニック系のテキサス州民のことを指す。
2009年現在、テキサス州は人口24,782,406人である。前年より1.97％、2000年より16.1％増加した。2000年と比較して出生数から死亡数を引いた自然増では1,389,275人が増加し、国外からの移民で801,576人、国内移動で451,910人が増加した。2004年時点で350万人の外国出身者がおり（州人口の15.6％に相当）、このうち120万人が不法在留外国人 (不法在留外国人はテキサス州内の外国生まれの3分の1以上及び総計州人口の5.4%と計算する) であると見込まれる。2000年から2006年の間の不法移民増加率では国内最大である。2016年時点で、不法移民は州人口の5.7％となっている。これはアメリカ50州ではネバダ州に次いで2番目に高い数字となっている。
テキサス州の人口密度は1平方kmあたり34.8人であり、全国平均の31人より幾らか高くなっている。テキサス州とフランスは国土の大きさが接近しているが、フランスの人口密度は1平方kmあたり110人とかなり高くなっている。
テキサス州民のうち3分の2はヒューストンのような主要都市圏に住んでいる。テキサス州ではダラス・フォートワース複合都市圏が最大である。ヒューストンがテキサス州最大、かつアメリカ合衆国で第4位であるが、ダラス・フォートワース都市圏はヒューストン都市圏よりかなり大きくなっている。

### 人種構成
|                             | 2004年       | 2003年       | 2002年       | 2001年       | 2000年       |
| 総計                        | 22,490,022人 | 22,103,374人 | 21,723,220人 | 21,334,855人 | 20,851,790人 |
| 白人 (ヒスパニック以外)     | 10,986,937人 | 11,049,172人 | 11,094,951人 | 11,138,076人 | 11,190,222人 |
|                             | 49.8%        | 50.4%        | 51.1%        | 51.8%        | 52.7%        |
| ヒスパニック (民族問わず)   | 7,781,211人  | 7,519,603人  | 7,258,302人  | 6,993,458人  | 6,669,666人  |
|                             | 34.6%        | 34.0%        | 33.4%        | 32.8%        | 32.0%        |
| 黒人 (ヒスパニック以外)     | 2,535,285人  | 2,500,125人  | 2,463,047人  | 2,426,088人  | 2,378,444人  |
|                             | 11.3%        | 11.3%        | 11.3%        | 11.4%        | 11.4%        |
| アジア系 (ヒスパニック以外) | 695,293人    | 666,261人    | 636,223人    | 604,846人    | 567,526人    |
|                             | 3.1%         | 3.0%         | 2.9%         | 2.8%         | 2.7%         |
| インディアン                | 77,662人     | 76,071人     | 74,538人     | 72,762人     | 70,405人     |
|                             | 0.3%         | 0.3%         | 0.3%         | 0.3%         | 0.3%         |
| 混血/他                     | 210,349人    | 203,238人    | 196,159人    | 188,529人    | 178,812人    |
|                             | 0.9%         | 0.9%         | 0.9%         | 0.9%         | 0.9%         |

テキサス州内で祖先グループと報告された最大の民族は：メキシコ人 (24.3%)、アフリカ系アメリカ人 (11.5%)、ドイツ系アメリカ人 (9.9%)、アメリカ白人 (7.2%)、及びアイルランド系アメリカ人 (7.2%)。
国勢調査データはテキサス州の人口の7.8%が5歳以下、28.2%が18歳以下および9.9%が65歳以上と報告している。女性はおおよそ人口の50.4%である。
ドイツ人の子孫は州中部と南東部に多い。テキサス州民の3分の1以上がヒスパニック系であり、最近入ってきた者が多いが、テハーノの中には18世紀のテキサスから数世代を経る者もいる。アフリカ系アメリカ人の場合、元奴隷の子孫に加えて最近の新大移動によって州内に仕事を求めてきた学卒者も多い。最近は特にヒューストンとダラスでアジア系アメリカ人の人口が増加している。その他の都市ではオースティン、コーパスクリスティおよびマッカレンに近いシャリーランドでアジア系アメリカ人の人口がかなり増加している。

### 宗教
テキサス州の住人の信仰する宗教および宗派は：
- キリスト教 – 87%
  - プロテスタント – 57%
    - バプテスト – 22%
    - メソジスト – 8%
    - ルーテル教会 – 3%
    - ペンテコステ運動 – 3%
    - 長老派教会 – 2%
    - キリスト連合教会 – 2%
    - 他のプロテスタントまたは一般的プロテスタント – 17%

  - ローマ・カトリック – 29%
  - 他のキリスト教 – 1%
- 他の宗教 – 1%
- 無宗教 – 12%

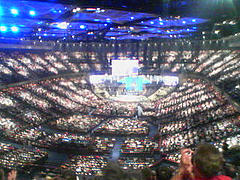
レイクウッド教会内部

2000年時点で最大の宗教会派はローマ・カトリック教会で4,368,969人、次に南部バプテスト協議会3,519,459人、合同メソジスト教会1,022,342人となっている。
テキサス州東部はバイブル・ベルトの「バックル」部と呼ばれ、社会的に保守的である。ダラス・フォートワース都市圏には3つの福音主義者神学校と1つの男子修道院があり、カトリック系神学校であり歴史的建造物のダラス大学もある。ヒューストンのレイクウッド教会は毎週43,000以上の信徒が礼拝することでは国内最大である。地元の伝承ではラボックの一人当たりの教会の数では国内最大と言われる。
非キリスト教宗教の信者はテキサス州の都心部に多い。イスラム教徒は約40万人がいる。ユダヤ教徒は約128,000人である。ヒンドゥー教やシーク教などの信者は146,000人である。

### 言語
5歳以上の全人口の66.35%が英語を、29.09%がスペイン語を話す。英語はテキサス独特の訛りが強い南部アメリカ英語である。スペイン語話者数はカリフォルニア州に次ぐ。

## インディアン部族
アコキサ族、アラバマ族、アナダルコ族、アパッチ族、アラナマ族、アタカパン族、ビダイ族、ビロキシー族、カドー族、チェロキー族、チョクトー族、コアユルテカン族、コマンチ族、クリーク族、デアドーズ族、アイッシュ族、グアスコ族、ハイナイ族、ハシナイ連邦、ナベダチェ族、ナソニ族、イスレタ族、ヒカリア・アパッチ族、カドハダチョ連邦、カランカワ族、キチャイ族、カイオワ族、コウシャッタ、リパン・アパッチ族、ムスコギー連合、パカナ族、パスカゴーラ族、プエブロ族、パチリ族、クアポー族、ショーニー族、シュマン族、ソアカチノ族、タワコニ族、トンカワ族、ワコ族、ウィチタ族といったインディアン部族が、広大な同州の沿岸部から大平原部まで、狩猟民、農耕民取り混ぜて先住していた。

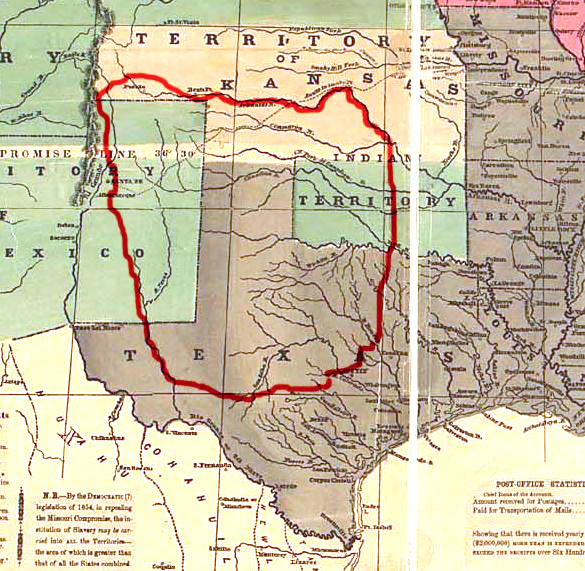
テキサスはもともとコマンチ族と同盟部族の領土だった（赤い枠線内）。彼らは19世紀に残らずオクラホマ州へ強制移住させられた（1858年の地図）

ティグア族インディアン保留地は赤い部分（エルパソ郡）の一画にある

アラバマ・コウシャッタ族インディアン保留地は赤い部分（ポーク郡）の東端にある

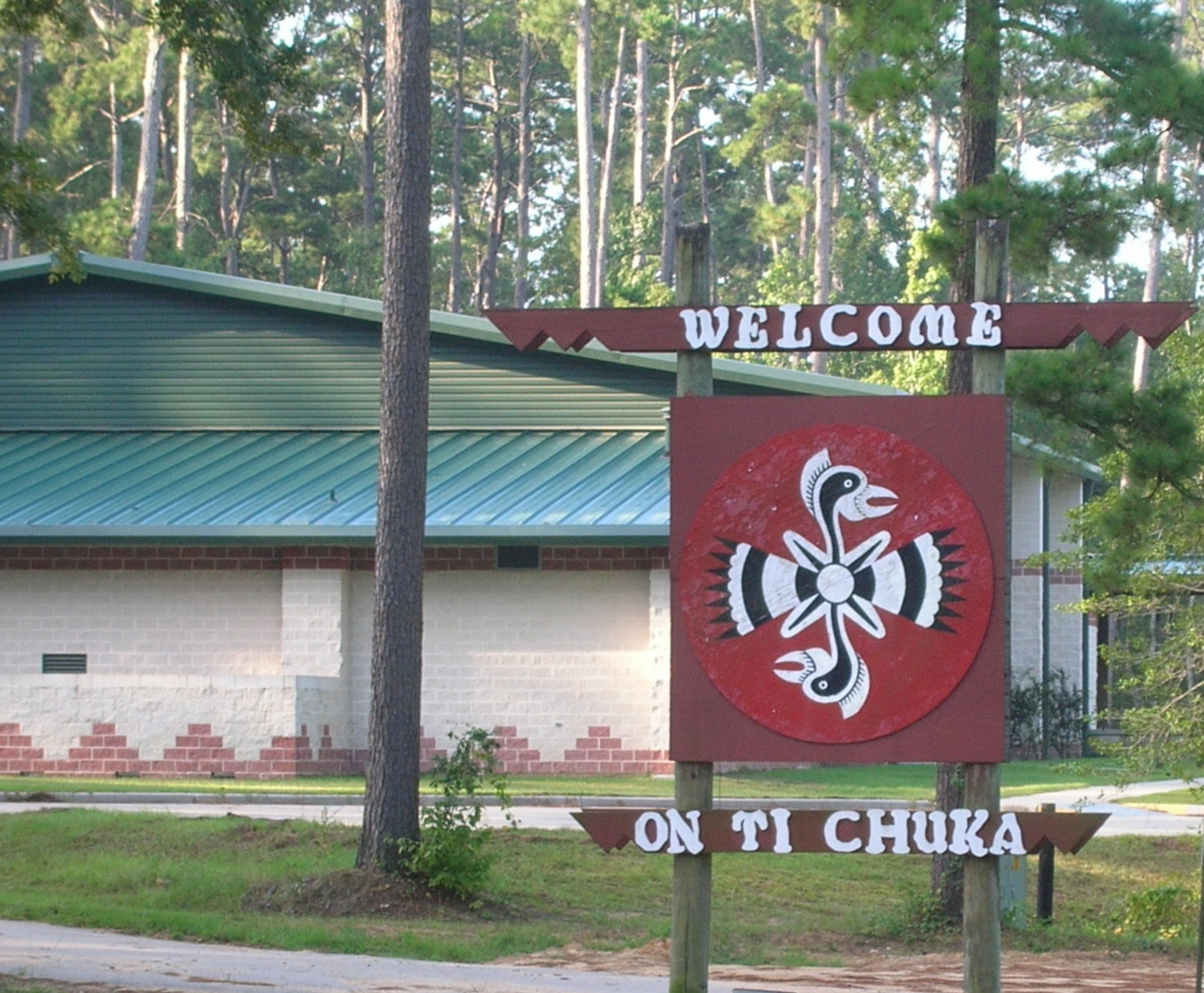
テキサス・アラバマ・コウシャッタ族の保留地看板

テキサス・キカプー族インディアン保留地は赤い部分（マーベリック郡）の西端のメキシコ国境にある

カイオワ族やコマンチ族は18世紀にメキシコ経由で馬を手に入れ、一大騎馬狩猟民となった。遠征隊を組んで、遠く中南米まで足を延ばした記録も残っている。1847年の「和平会談」で、コマンチ族が3000ドル相当の「贈り物」と引き換えに彼らの領土内での白人の通行を認めた。こうして入植白人の幌馬車隊は、この「テキサス道」と呼ばれる入植経路を使ってインディアンの土地に一気に押し寄せた。命の糧のバッファローを虐殺し、勝手に農地を拓く白人の狼藉に怒った略奪狩猟民のカイオワ族やコマンチ族は同盟を組んで、これら入植白人に対して全面的に戦いを挑んだ（「テキサスのインディアン戦争」）。
「開拓者を襲う恐ろしいインディアン」は、20世紀になって西部劇映画の題材として繰り返し描かれた。コマンチ族やカイオワ族、アパッチ族は「悪いインディアン」としてこういった西部劇映画に、デタラメな姿で登場する常連悪役部族となった。
彼らの他に、カランカワ族やトンカワ族、アタカパン族など、多様な部族集団が先住したが、「テキサス・インディアン戦争」の末に、すべて19世紀にオクラホマ州へ強制移住させられた。
全域にかつて先住した一大部族集団コアユルテカン族」は、19世紀中に白人牧場主による「インディアン狩り」によってほぼ絶滅させられた。インディアンを追い払った後の広大な土地は、「一番遠くまで馬で駆けた者が、そこまでの土地を貰う」というような「賭けごと」によって、日本の市町村級の規模面積で白人個人入植者に分配された。
現在、アメリカ連邦政府から公式認定され、「保留地（Reservation）」を領有する部族はキカプー族、ティグア族、アラバマ・コウシャッタ族の3つ。キカプー族は、19世紀に5大湖地方から白人の侵入を嫌って南下、この地までやってきた。
ティグア族（イスレタ・プエブロ族）は、一部がニューメキシコ州からの「飛び地」のような場所に存在し、テキサスに「ティグア保留地」を領有している。アラバマ族とコウシャッタ族は長らく絶滅部族の扱いだったが、近縁の両部族は提携結集し、1987年にアメリカ連邦政府からインディアン部族として公式認定され、「復活」した。
他のインディアンたちは、部族単位では認定されていない。「チェロキー族」や「セミノール族」、「クリーク族」は19世紀に東部から大陸を横断して強制移住させられた末裔だが、現在公式認定を抹消され、部族として存在しないことになっている。
2009年、テキサス州議会は、「リパン・アパッチ族」を部族認定した。以後、連邦認定と併せて、州議会に部族認定を要求する部族が増えている。
≪アメリカ連邦政府が公式認定している部族≫
- 「キカプー族・テキサスバンド」
- 「アラバマ・コウシャッタ族」
- 「ティグア族（テキサス・イスレタ・プエブロ族）」

≪アメリカ連邦政府に公式認定を要求中の部族・団体≫
- 「クリーク族・レッド・オーク・バンド」
- 「アリスタ・インディアン村」
- 「アタカパ・イシャク族」
- 「チェロキー族」
  - 「チカマウガ・チェロキー族・ブラッシークリーク・バンド」
  - 「チカマウガ・チェロキー族・バッファローバイユー・バンド」
  - 「チカマウガ連合」
  - 「オウカー・チェロキー族」
  - 「自主独立チェロキー族」
  - 「自由チェロキー族・ハチドリの氏族」
  - 「南東チェロキー連合・鷹の氏族」
  - 「南東チェロキー連合・セコイヤ族」
  - 「南東チェロキー族・部族と協会のバンド」
  - 「テキサス湾岸チェロキー族・部族と協会のバンド」
  - 「リオグランデ・バンド」
  - 「タボー山バンド」
- 「ペナテカ・コマンチ族」
- 「ジュマノ族（英語版）」
- 「コアユルテカン族（英語版）」
  - 「パマクエ・バンド」
  - 「タップ・ピラム・コアユルテカン族」
- 「カリゾ・コメクルド族」
- 「マスコゴ・セミノール族」
- 「ミッション・インディアン・ヤナグアナ・バンド」

≪アメリカ連邦政府は公認していないが、テキサス州議会が公認している部族≫
- 「チカマウガ・チェロキー族・ブラッシークリーク・バンド」
- 「リパン・アパッチ族（平原アパッチ族）」

### インディアンの宗教の自由とテキサス州
合衆国でのインディアンの宗教は、1881年にすべて非合法化された。以後、儀式の話をしただけで、彼らは白人に逮捕される状況となった。1940年代になり、フランクリン・ルーズベルト大統領が一部合法化したものの、自傷行為を伴う苦行などは、「レッド・パワー運動」が高まった1970年代までなお禁止弾圧され続けた。
19世紀末に同州で発祥したネイティブ・アメリカン・チャーチが行う「ペヨーテの儀式」は、フェネチルアミン系の幻覚剤であるメスカリンを成分として含むペヨーテを摂取して治癒を行う宗教であるが、このペヨーテは、アメリカ国内では同州にしか自生しない。このため、現在ではペヨーテの採集のために全米からインディアンが集まることとなっている。ペヨーテの採集は、現在インディアンにのみ合法とされる行為である。
1884年からインディアンの同化政策として始まった「インディアン寄宿学校」は、インディアン児童を同化政策の目的をもって、彼らの言語・宗教・習慣を根こそぎ奪い、キリスト教化させた私立の「教育」機関である。本来インディアンにとって髪の毛は神聖なものであり、これを切るのは家族が亡くなったときだけであるが、インディアン寄宿学校はこれを無視して入学時に強制的に彼らの髪を切らせた。インディアン児童が一般公立学校に通学させられるようになったのは20世紀後半からであるが、ここでもなお彼らの宗教習慣は、白人のキリスト教規範に従わせるものだった。保留地を領有する部族は「部族学校」を開設してこれに対抗しているが、領土を持たない「非公認部族」の児童は、現在も白人の学校への通学を余儀なくされている。
1978年、「アメリカ・インディアンの宗教の自由法（AIRFA）」が制定され、絶滅危惧種であるワシなどの羽や骨の使用や、麻薬であるメスカリンを含むペヨーテの宗教儀式での使用を例外的に認められた。

#### アドリエル・アロチャ対ニードヴィル法廷戦
同州フォート・ベント郡ニードヴィルの幼稚園に通うリパン・アパッチ族インディアンの少年アドリエル・アロチャ（Adriel Arocha）は、インディアンの宗教習慣に従って、長い髪を伸ばしている。
2008年夏、「ニードヴィルISD」（独立学校区）と学校当局は、アドリエル（当時5歳）の長髪を、テキサス学区での通例である学則に従い短く切るよう両親に通告し、「従わない場合は退学させる」とした。これに対し、父親ケニー・アロチャと母親ミッシェル・ベテンボーはこの処置を「インディアンの宗教に対する侵害である」とし、「アメリカ市民自由連合（ACLU）」の後押しを受けて法廷闘争に持ち込み、「髪を伸ばしているのは（ケニーは12年間、アドリエルは生まれてから一度も髪を切っていない）宗教の自由のための闘いだ」として徹底抗戦の構えをとった。
以後、このインディアン児童の処遇を巡ったテキサス州での係争は、「アドリエル・アロチャ対ニードヴィル法廷戦（A.A. v. Needville Case）」と名付けられ、全米が注目する裁判となった。
この際、ニードヴィルISD監督官のカーチス・ロードスはアドリエルの両親が校区の服装規定に対し、宗教的理由による免除を求めたことを受けて両親の態度を批判し、「彼らは宗教の自由と言うが、それがどんな宗教かわかりますか？」と述べ、「あなたがイスラム教徒とか言うんなら、それはよく知られてますからわかりますよ。でもあなたの宗教とやらには、どれほどの信仰心が伴うものだと言うんですか」と問題発言を行った。9月3日からは、同校校長がアドリエルの髪を切るまで校内謹慎処分とし、級友たちとは別室で、退職教員による特別授業を受けるよう指示した。
この訴訟では、地区の判断が合衆国憲法の修正第1条と第14条、また「テキサス宗教の自由復活法」下での権利に違反すると述べられた。2008年10月に学区の処置に対し差し止め命令が下されたのち、2009年2月、連邦裁判所のキース・P・エリソン裁判官は学校側の強制を「憲法違反」と判定、差し止めを恒久的なものとした。しかし学校側は裁決を不服とし、「三つ編みにした髪を襟に入れるなら登校しても良い」と裁決に逆らって条件を出した。
現在アドリエルは三つ編みを外に垂らして通学し、あくまで学校の条件に抗っている。アドリエルと両親に対しては、「ACLU（アメリカ市民自由連合）」のほかに、同州の「リパン・アパッチ族」、同州のインディアン学者のK・ツィアニナ・ロマワイマとスザンヌ・クロス、「州の政教分離のためのアメリカ人連合」、「反名誉棄損同盟」、「バージニア・ナンセモンド族・インディアン部族協会」、「アメリカ・ユダヤ人協会」、「アメリカ・ヒンズー教徒財団」、「異教徒間同盟」、「シーク教徒連合」と「連合シーク」が支援を表明しており、全米をあげた大論争となっている。

### インディアン・カジノ
インディアン部族が運営する「インディアン・カジノ」は、産業を持てず貧困にあえぐ全米のインディアン部族にとっての最後の切り札であり、「現代のバッファロー」と呼ばれるビジネス・モデルである。
フロリダ州のセミノール族やカリフォルニア州のミッション・インディアン・カバゾン・バンドの相次ぐカジノ運営の合法裁定勝訴を受け、1987年、米国最高裁判所は、アメリカ連邦政府が公認したインディアン部族にのみ、州の管区外でのカジノ所有権を認める裁決を下した。これを受けて、1988年に「インディアン賭博規制法（IGRA）」が制定された。
これを受け、テキサス州ではキカプー族のみがカジノの所有権を得たが、1987年の「インディアン復活法」制定後にアメリカ連邦政府から公認を受け「復活」したティグア族（イスレタ・プエブロ族）とアラバマ・コウシャッタ族は、法の対象外としてカジノ運営を禁じられた。
1996年、テキサス・キカプー族は同州イーグル・パスに「幸運な鷲のカジノ」を開設した。しかしテキサス州司法庁はIGRAの認可に逆らい、これを違法として提訴した。現在、このカジノの運営の法的可否は米国最高裁判所に持ち込まれており、成り行きが注目されている。
1992年、テキサス・ティグア族（イスレタ・プエブロ族）は彼らの保留地（Reservation）内でのカジノ開設許可をアン・リチャーズ知事（当時）に請願したが、知事はこの要請を拒否した。ティグア族はこれを連邦法に基づく彼らの権利の侵害であるとして、1993年に州の承認無しで「喋る岩のカジノ」を開設した。以後、このカジノの合法性は10年に渡って法廷で争われることとなった。
ジョージ・W・ブッシュ知事（当時）は、ティグア族のカジノが高額賭け率の博打を禁止した「テキサス州反ギャンブル法」を犯していると主張したが、ティグア族は「われわれのカジノのスロットマシンのコンピューターの乱数度は、テキサス州営宝くじと同じ程度のものだ」と反論。2002年1月、第5巡回控訴裁判所でアメリカ連邦政府はティグア族が1987年の「インディアン復活法」に違反しているとし、閉鎖勧告した。ティグア族はこれに対し、2007年に「喋る岩のカジノ」を再開したため、2008年3月に州司法長官事務所はティグア族に対し「法廷侮辱罪」を申し立てた。
2001年、テキサス・アラバマ・コウシャッタ族は、同州リビングストンに部族カジノを開いた。9ヵ月運営された後に、第5巡回控訴裁判所は、同部族が1987年の「インディアン復活法」に違反しているとしてこのカジノの営業停止命令を勧告した。
2009年5月、テキサス州は同州でのカジノ賭博を非合法と決定（白人の経営する船上カジノ「テキサス宝のカジノ・クルーズ」は営業中である）。ティグア族、アラバマ・コウシャッタ族のカジノ再開は非常に難しくなっている。「インディアン・カジノ」の閉鎖はインディアンのみならず、インディアン以外の従業員の失業をも生んでいる。カジノ再開を求める抗議運動には、インディアン以外の人々も多数参加するものとなっている。
2009年9月、隣州オクラホマ州のチカソー族は、テキサス州グランドプレーリーの破産した競馬場、「ローンスターパーク」（Lone Star Park）の買収計画を発表、2700万ドルを提示した。テキサス賭博協会ほか、ギャンブル業界筋は、チカソー族の目的は競馬より賭博にあると伝えている。オクラホマ・チカソー族は、カジノ事業を拡大しており、 テキサスとオクラホマの州境を含め、現在15の賭博施設を所有運営している。同競馬場での賭博運営の合法化のためには、州憲法改正を含めた賭博法案を可決しなければならず、最短で2011年での可決が予定されている。
≪テキサス州のインディアン・カジノ≫
- 「キカプー・幸運の鷲カジノ」
- 「アラバマ・コウシャッタ・カジノ」 ※2002年に営業停止
- 「喋る岩のカジノ」 ※2002年に営業停止

## 都市及び大都市圏

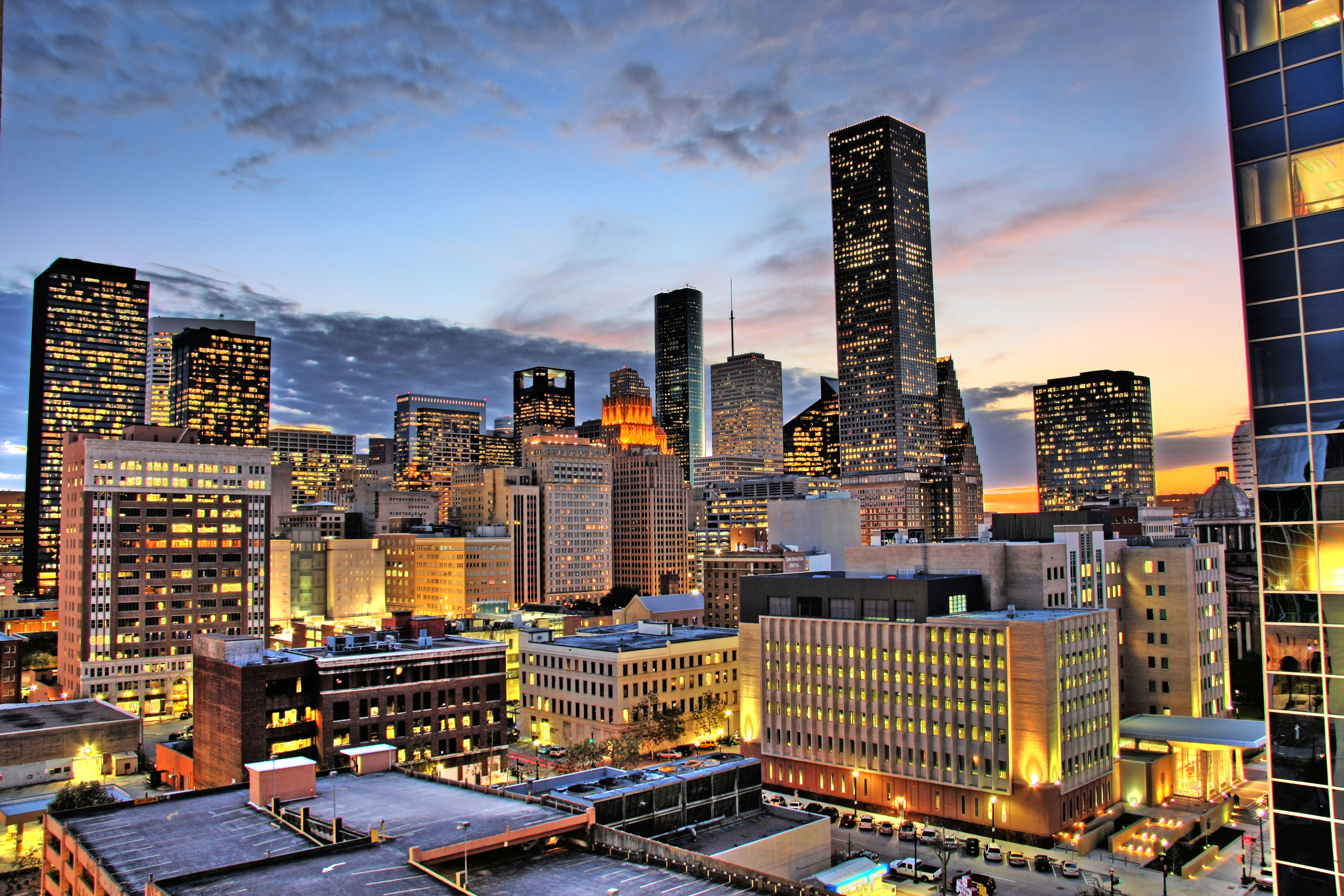
市域人口最大都市であるヒューストン

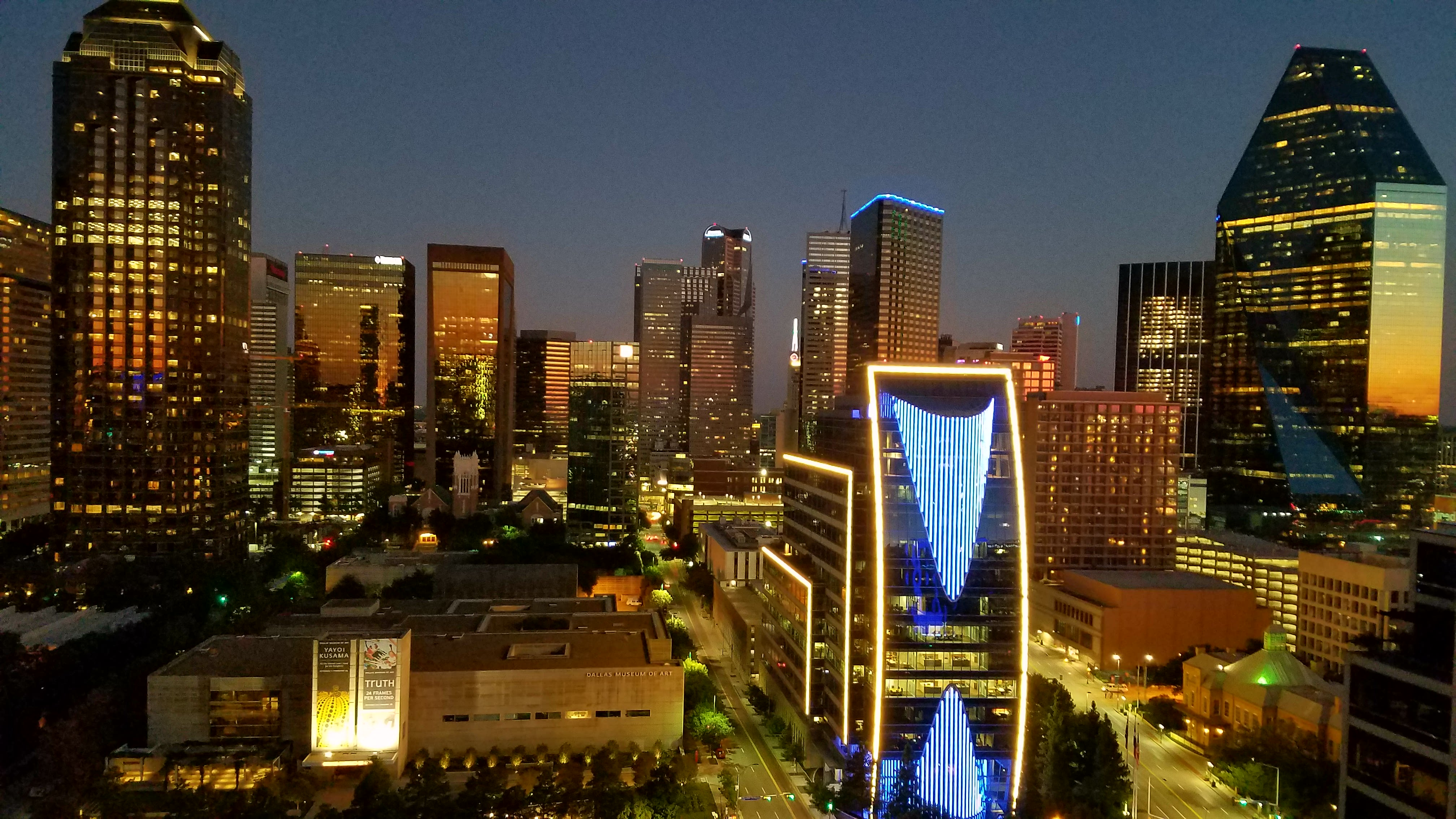
都市圏人口最大都市であるダラス

### 都市
2020年の国勢調査によると、州内にはヒューストン、サンアントニオ、およびダラスと、人口が100万人を超える都市が3つある。この3都市は全米上位10位以内にも入っている。この3都市にオースティン、フォートワースおよびエルパソを加えた6都市が人口50万人を超え、全米でも上位25位以内に入っている。
これら都市部とは対照的に、コロニアと呼ばれる未編入田園部は、基本的なインフラが無いことが多く、貧困が特徴である。2007年時点で、少なくとも2,294カ所のコロニアがあり、主にメキシコとの1,248マイル (2,000 km) に及ぶ国境近くにある。約40万人がコロニアに住んでいる。
| テキサス州 順位 | 全米 順位 | 都市           | 人口 （2020年） | 地域   |
| --------------- | --------- | -------------- | --------------- | ------ |
| 1               | 4         | ヒューストン   | 2,304,580人     | 南東部 |
| 2               | 7         | サンアントニオ | 1,434,625人     | 中央部 |
| 3               | 9         | ダラス         | 1,304,379人     | 北部   |
| 4               | 11        | オースティン   | 961,855人       | 中央部 |
| 5               | 13        | フォートワース | 918,915人       | 北部   |
| 6               | 23        | エルパソ       | 678,815人       | 西部   |

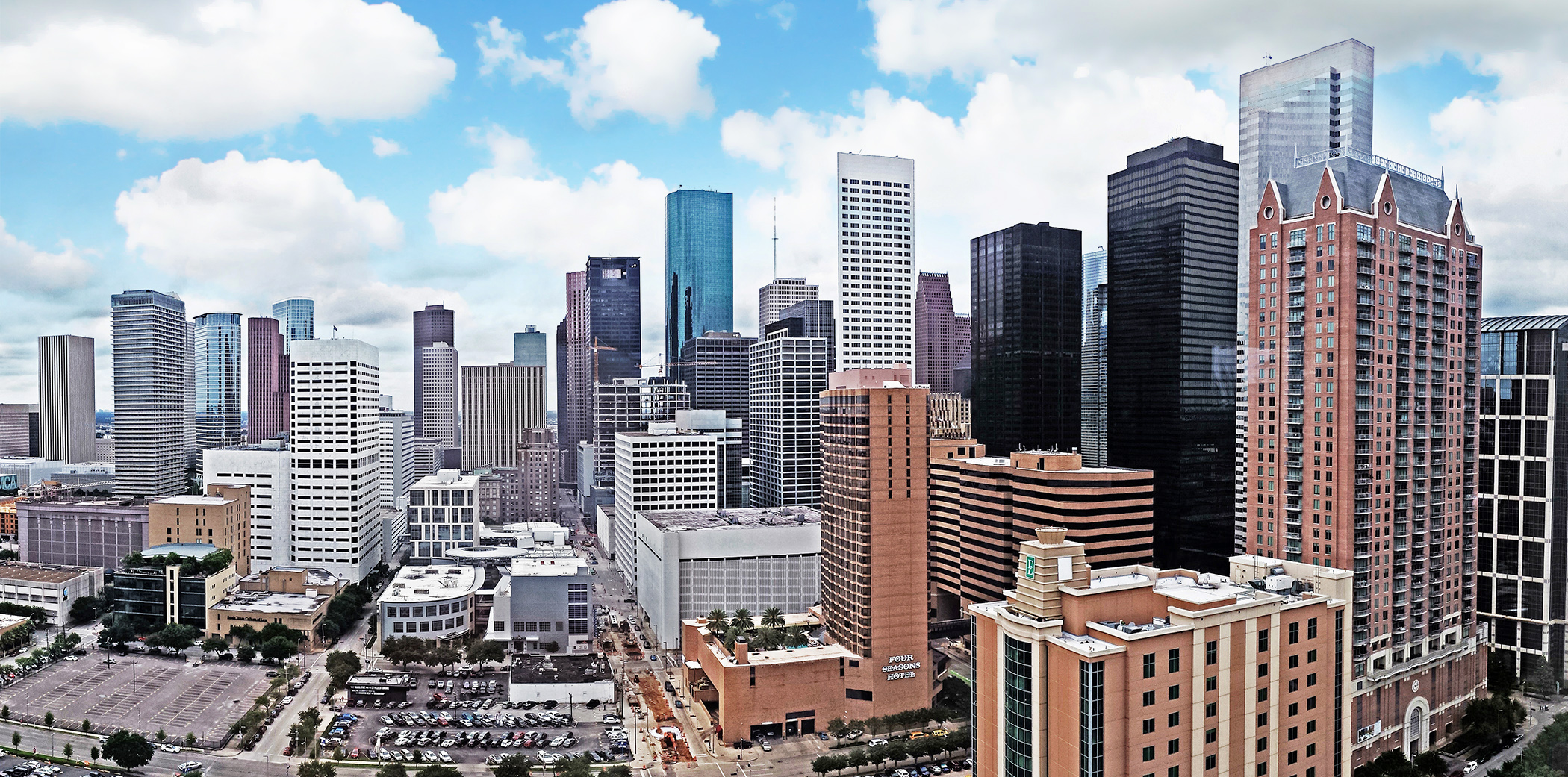
1.ヒューストン
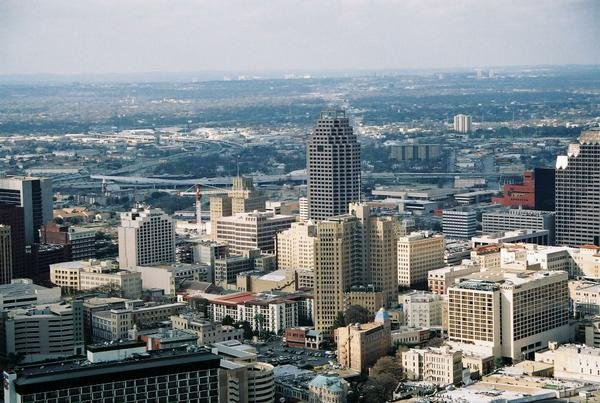
2.サンアントニオ
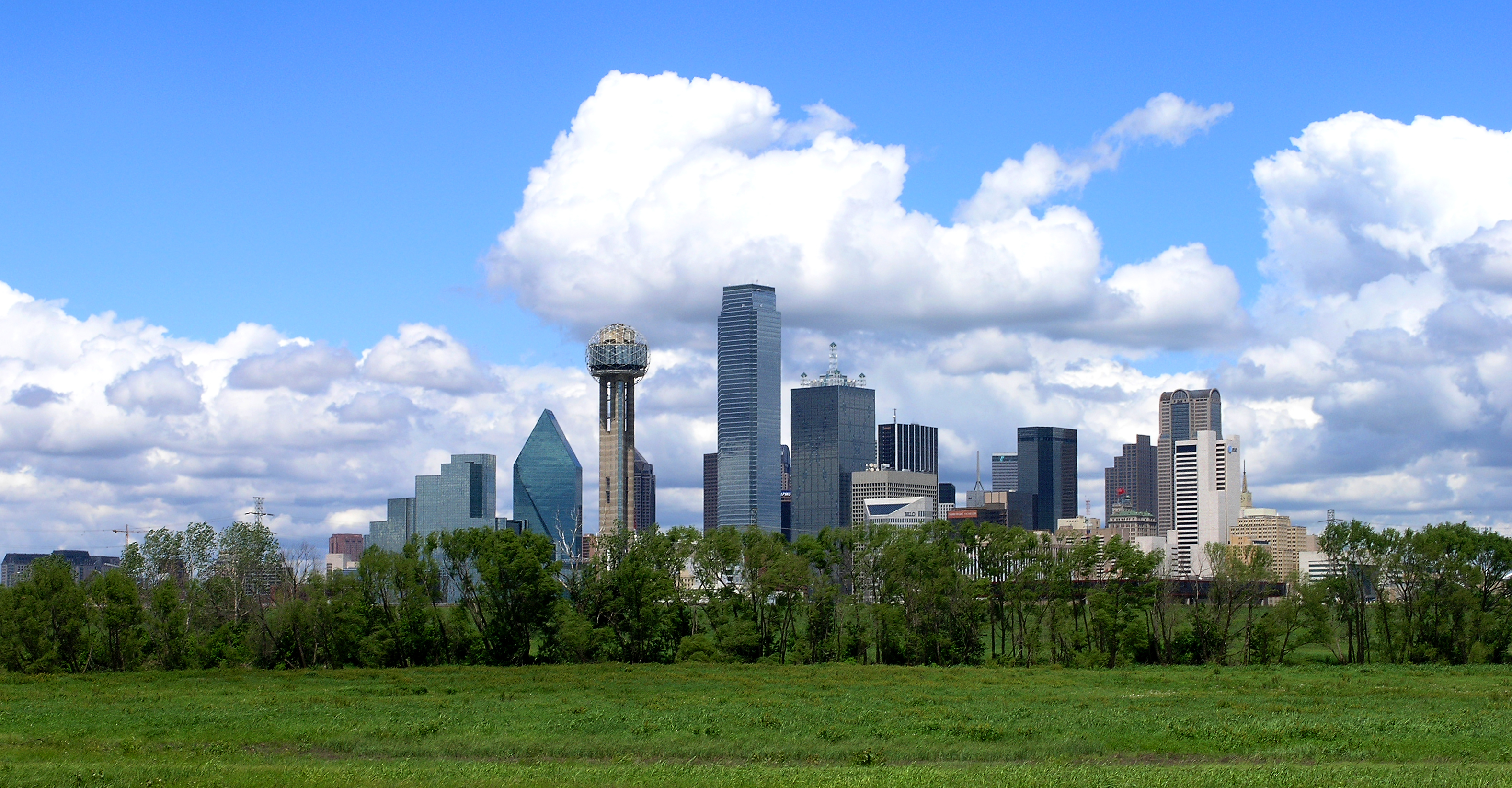
3.ダラス
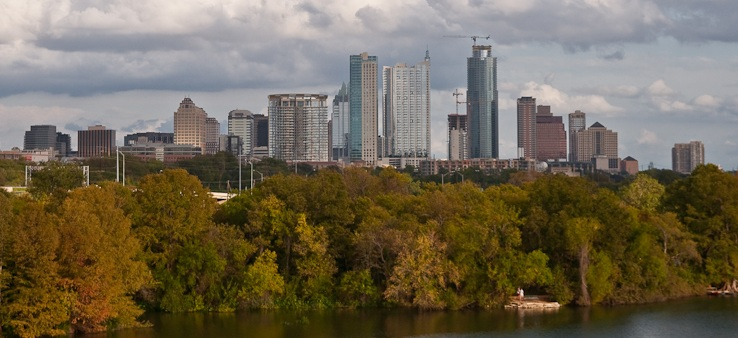
4.オースティン
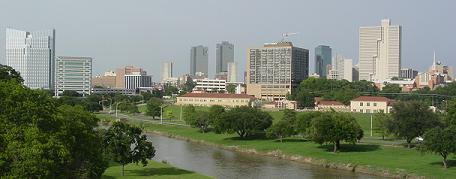
5.フォートワース
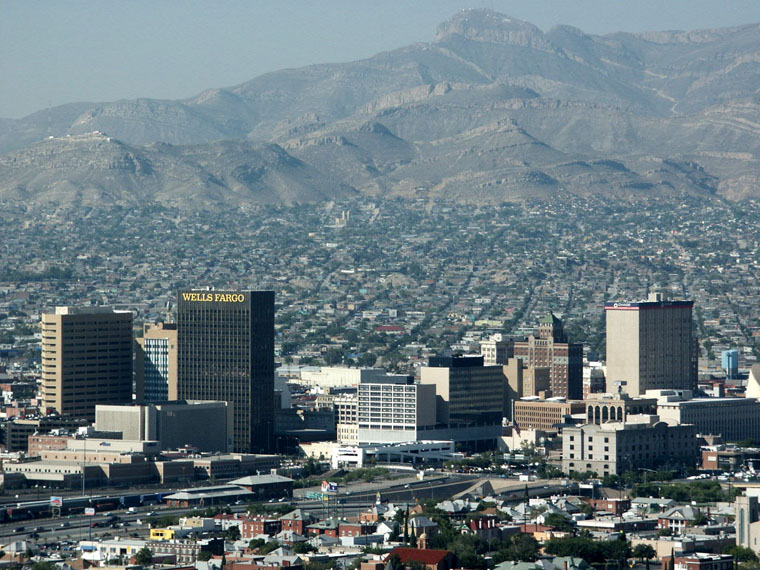
6.エルパソ
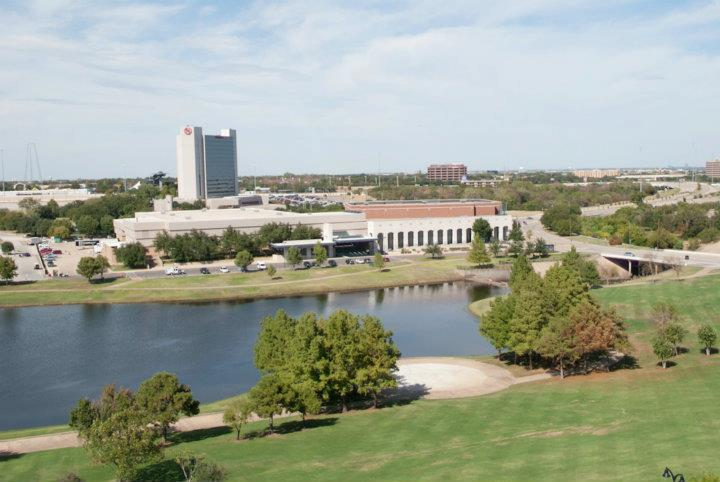
7.アーリントン
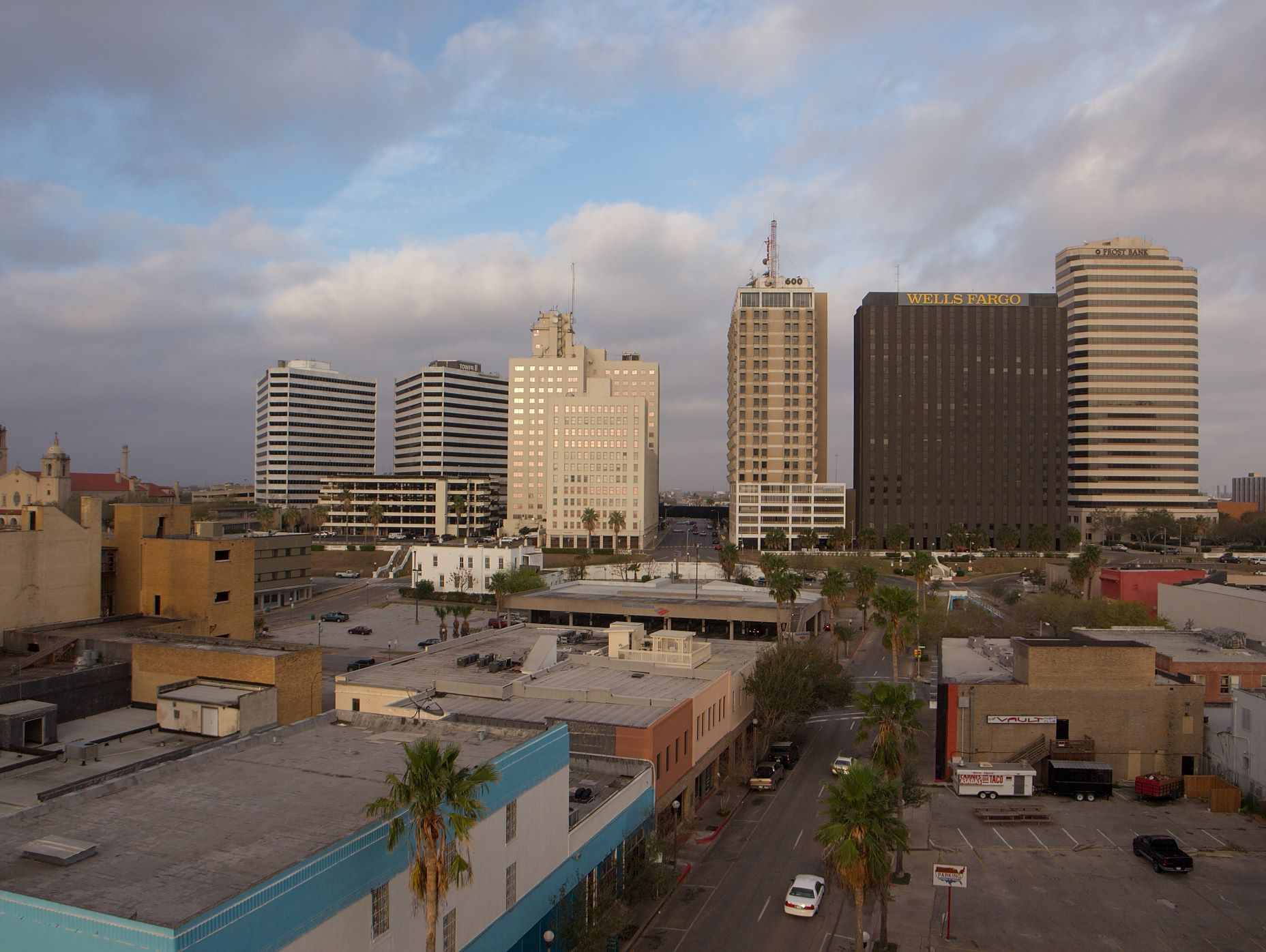
8.コーパスクリスティ
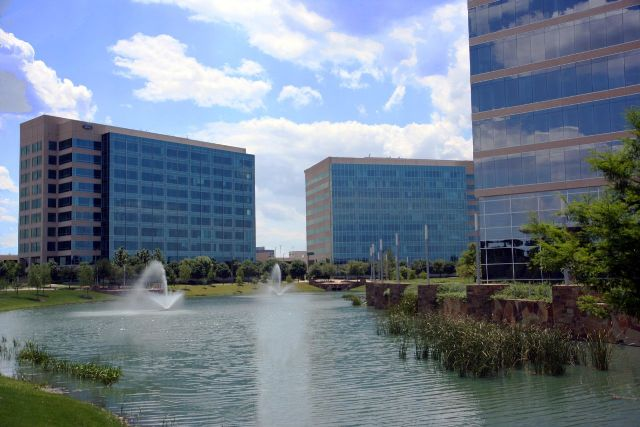
9.プレイノ
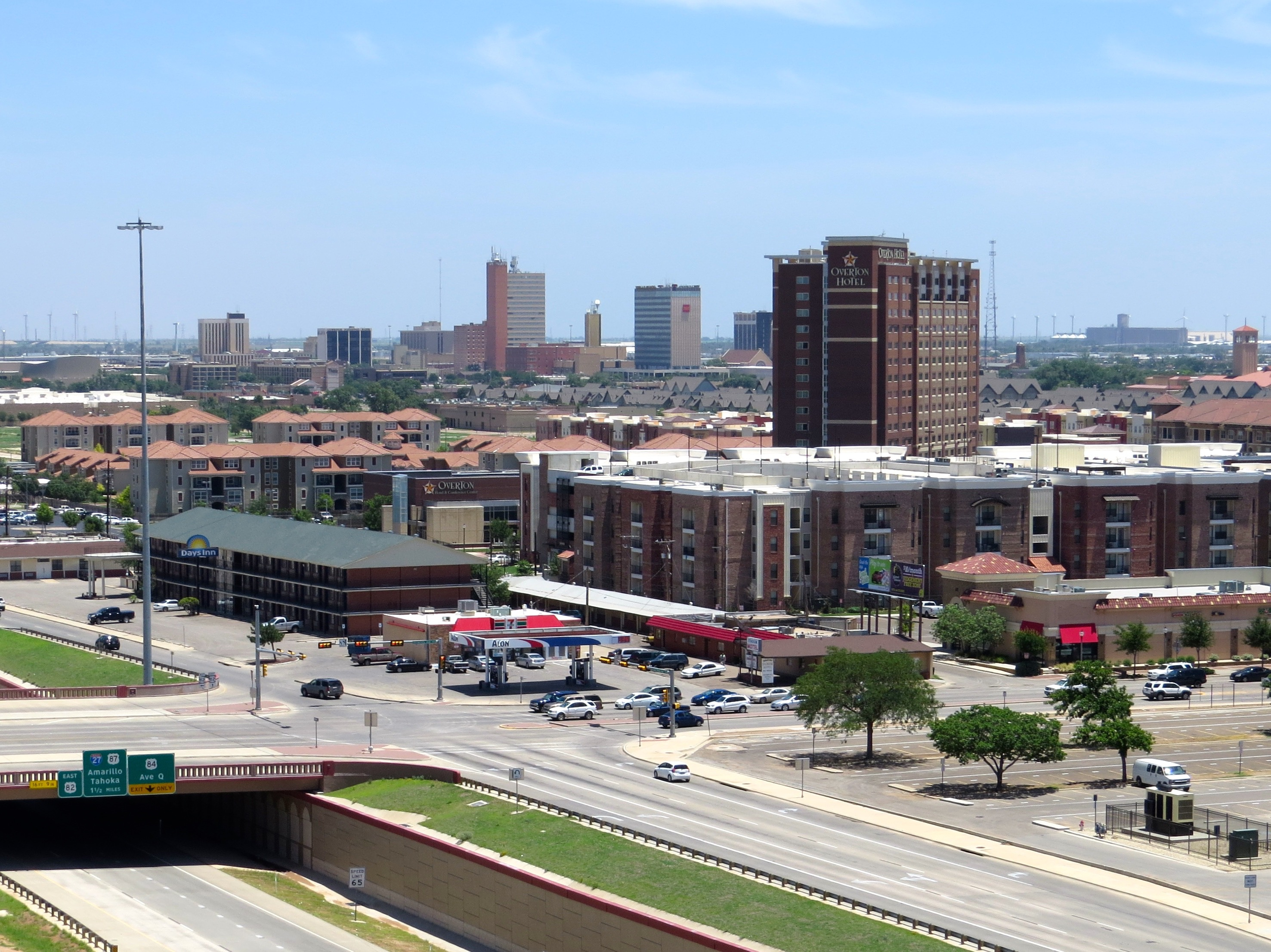
10.ラボック

### 都市圏
テキサス州はアメリカ合衆国国勢調査局およびアメリカ合衆国行政管理予算局によって定義された25ヶ所の都市圏（MSA）がある。そのうち、最も大きな2つは全米でも上位10位以内に入る。2003年、アメリカの国勢調査はいくつかの大都市圏内部に "大都市区分 (metropolitan divisions)" を採用した。テキサス州はダラス・フォートワース・アーリントンMSA内部に2つの大都市区分を持っている。
人口100万人以上の都市圏としては、ダラス・フォートワース都市圏、ヒューストン大都市圏、サンアントニオ・ニューブローンフェルズ都市圏およびオースティン・ラウンドロック・ジョージタウン都市圏の4つがある。ダラス・フォートワース都市圏は7,637,387人（全米4位）、ヒューストン都市圏は7,122,240人（全米5位）である。州西部の州間高速道路35号線（ダラス・フォートワース都市圏からオースティンを経てサンアントニオ）、東部の州間高速道路45号線（ダラスからヒューストン）および南部の州間高速道路10号線（サンアントニオからヒューストン）がテキサス州都市部三角形を形成している。この6万平方マイル (155,000 km2) の地域に州内の大都市と都市圏の大半が入り、その人口は1,700万人を数え、州人口の3/4近くにのぼる。

## 政府と政治
現在のテキサス州憲法は1876年に採択されたものである。他の州と同様に明確に権力の分立を図っている。州の権利章典はアメリカ合衆国憲法よりも広い範囲に及び、テキサス州独自の規定を含んでいる。

### 州政府

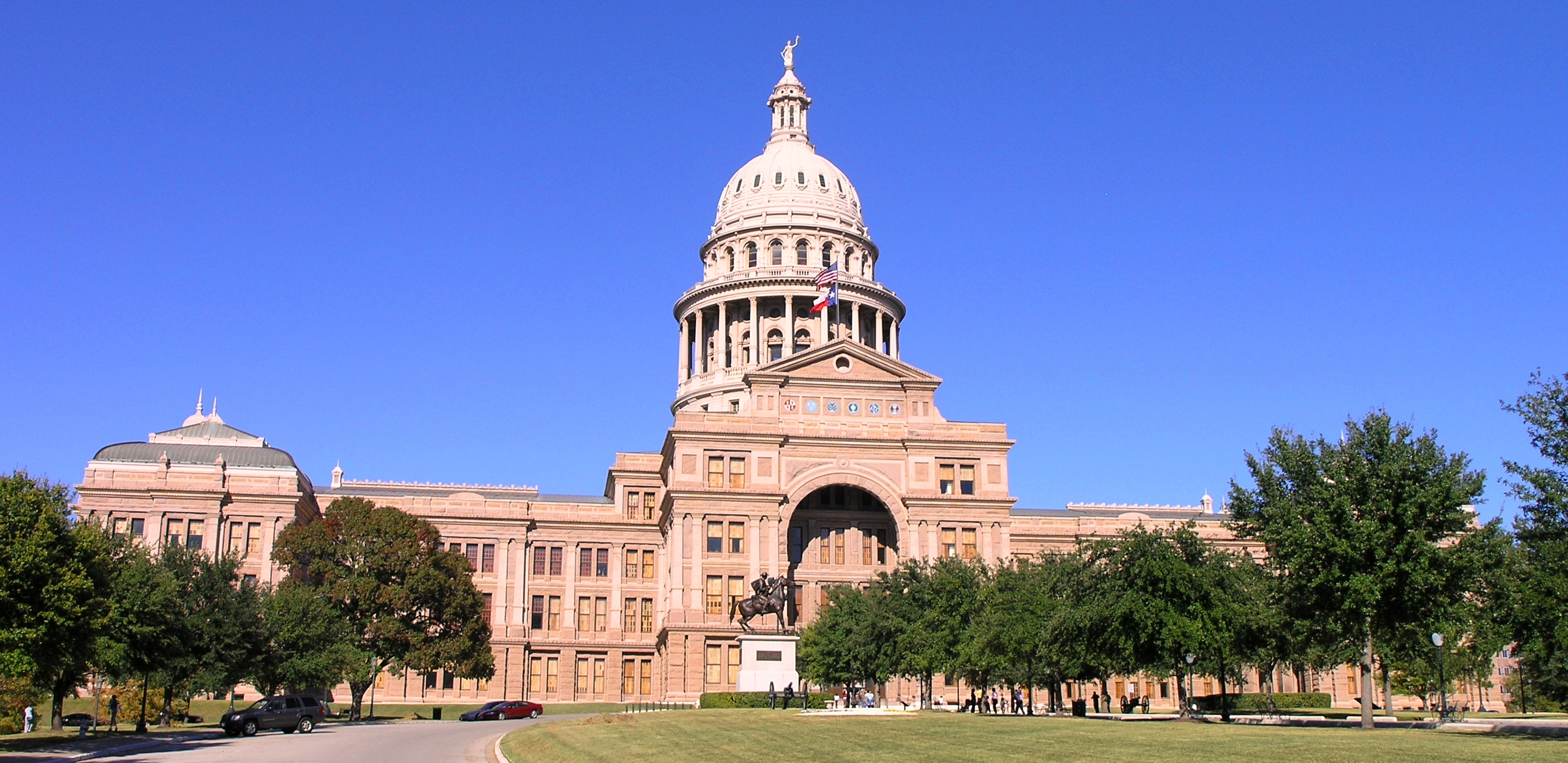
テキサス州会議事堂

テキサス州は複数の行政府を持ち、州知事の権限を制限している。州務長官を除き州行政役人をそれぞれ有権者が選挙することで、役人候補者達は知事にではなく大衆に直接責任を負うことになる。この選挙制度では行政府が複数の政党支持者で埋められることになる。共和党の大統領ジョージ・W・ブッシュがテキサス州知事を務めたとき、民主党のボブ・バロックが副知事を務めた。行政府の役職は州知事、副知事、財務官、土地コミッショナー、検事総長、農業コミッショナー、鉄道委員会の3人の委員、教育委員長および州務長官である。
両院制のテキサス州議会は、150人の議員からなる下院と、31人の議員からなる上院がある。下院議長が下院を采配し、副知事が上院を采配する。議会は2年に1回定例議会を開くことになっているが、知事は望む時にはいつでも特別会期を招集できる。州の会計年度は9月1日から翌年の8月31日までである。
テキサス州の司法府は合衆国の中でも複雑な仕組みを採用しており、多くの層と重複する司法権がある。最終審に相当するのが2つあり、テキサス州最高裁判所は民事事件を、テキサス州刑事控訴裁判所は刑事事件を扱う。自治体にある司法府の幾らかを除き、あらゆる司法府の裁判官は政党制選挙で選出される。州知事は空席になった裁判官を指名できる。

#### テキサス・レンジャー
全米一古い地方警察組織の一つであるテキサス・レンジャー（現在の正式名称は州公安局テキサス・レンジャー部）がある。テキサス・レンジャーは長年にわたって、殺人から政治的汚職まで犯罪の捜査を行ってきた。機動隊としても刑事としても行動し、州知事を護衛し、逃亡者を追跡し、民衆に対しても州に対しても準軍事的組織として機能する。元々スティーブン・オースティンが1823年に非公式に創設したものが、1835年に制度化された。テキサス州の歴史における重要事件や西部開拓時代の良く知られた犯罪事件に関与してきた。
題材にしたTVドラマに『炎のテキサス・レンジャー』（1993年 - 2001年）がある。全米で大ヒットを記録し、CBSのトップショーとして、1994年 - 1995年のピーク時には1940万人もの聴衆を獲得した。その後、現在でも世界80カ国以上の国で放送されており、全世界で約10億人もの視聴者を獲得している。番組の大ヒットで実際のテキサス・レンジャーの評判が上がったとして、州知事リック・ペリーより主演俳優のチャック・ノリスに名誉会員（殿堂入り）の栄誉が贈られた。

### 政治

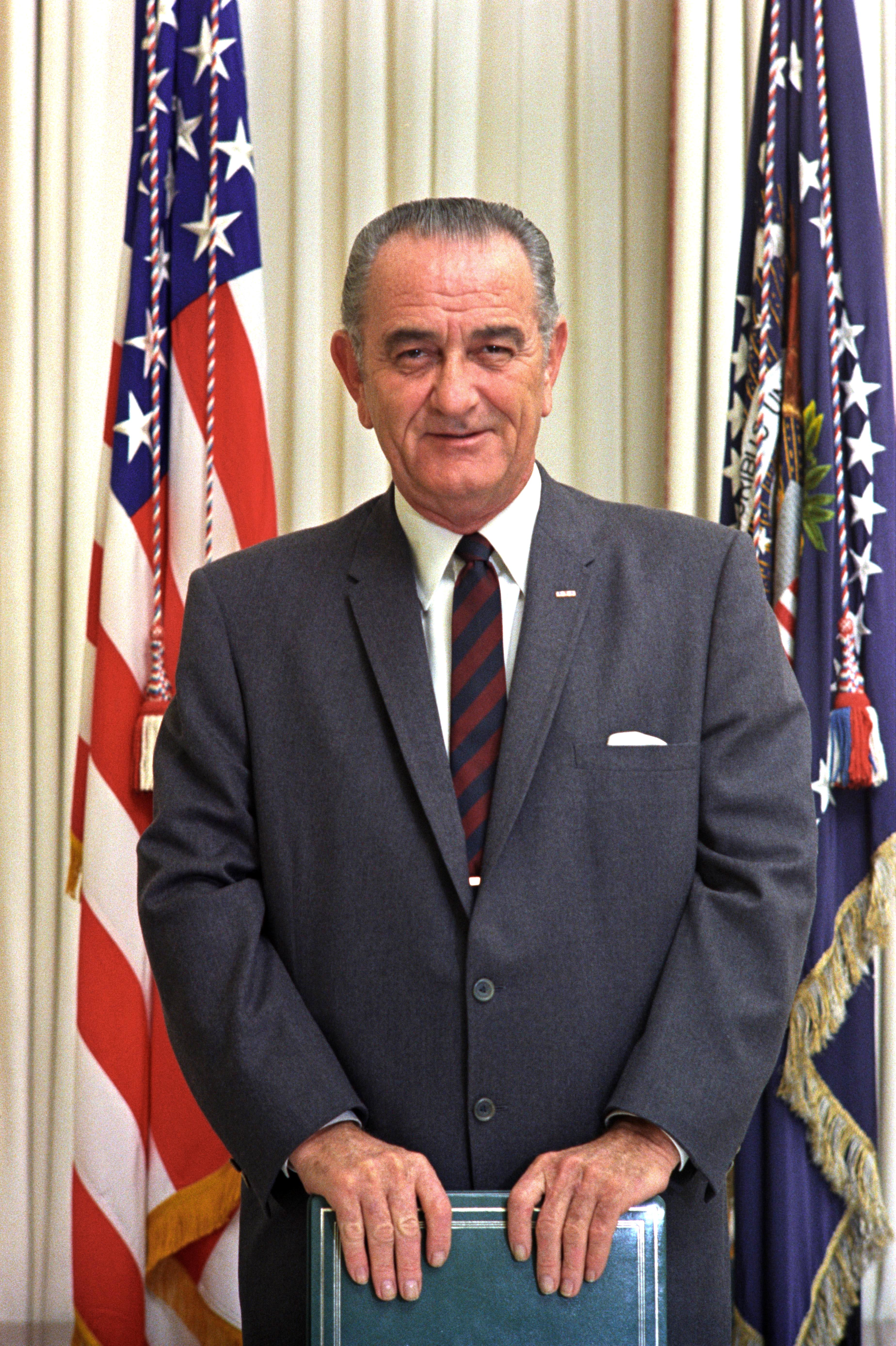
リンドン・B・ジョンソン、テキサス州出身で第36代アメリカ合衆国大統領

過去にアメリカ連合国に所属して黒人の奴隷解放に反対していた事もあり、レコンストラクション時代の終わりから20世紀終盤まで民主党が比較的強い州だった。保守本流が圧倒的な同州では公民権運動の影響で、1968年アメリカ合衆国大統領選挙を機に共和党支持に鞍替えする人々が増えた。1964年の公民権法に署名したリンドン・B・ジョンソン大統領は、「我々は一世代にわたって南部を失った」と語ったと言われている。ロナルド・レーガン政権以降、財政的にも社会的にも保守色が濃くなった。その後は、州知事も共和党出身者が続いており、またジョージ・H・W・ブッシュやジョージ・W・ブッシュといった共和党出身の大統領も輩出している。2008年アメリカ大統領選挙においても同州では、共和党候補のジョン・マケインが勝っている。
州内では、州都オースティンや都市部、またヒスパニック系人口の多いエルパソやラレドなどの州南部では、民主党支持が強くなっているのに対し、コーパスクリスティやサンアントニオ以北の農村部では、共和党支持が優勢である。
2003年に共和党のトム・ディレイが指導したテキサス州におけるアメリカ合衆国下院選挙区再割付は、「ニューヨーク・タイムズ」紙によってゲリマンダー（自党に有利な選挙区操作）の最悪のケースと名指された。「テキサス・イレブン」と呼ばれる民主党議員の集団が定数不足になることを見越してテキサス州から逃げ出した。このような動きがあったにも拘らず、州議会は共和党有利な選挙区割りを採択した。これを不満とした訴訟が「統合ラテンアメリカ市民連盟対ペリー事件」で、合衆国最高裁判所まで持ち上げられたが、裁決は共和党有利となった。
2012年総選挙の時点でテキサス州選出のアメリカ合衆国議会議員は下院、上院共に共和党が多数派である。第113アメリカ合衆国議会では、テキサス州選出下院議員36人のうち24人が共和党員、12人が民主党員となっている。また、上院議員のジョン・コーニンとテッド・クルーズは共に共和党員である。1994年以降州全体の選挙で民主党員は選ばれていない。

#### 死刑制度
テキサス州は全米で最も死刑執行数が多い州である。アメリカでは近年、死刑を撤廃する州や執行数を減らす州が増えてきたため、全米におけるテキサス州の死刑執行数の割合が高くなってきている。但し、2005年に絶対的終身刑を導入したことにより、執行数は2016年以降2018年を除いて1桁執行であり、判決に関しては、2008年以降2014年を除いて1桁で推移している。

#### 銃社会
2007年3月30日、自宅や職場への侵入者を銃で撃っても正当防衛とみなす州法にペリー知事が署名。同年9月1日施行。
同法により、自宅や職場や車の中に押し入ろうとした侵入者を「致死力のある銃」で撃つことが可能となった（これらの場所から引きずり出されそうになった場合に銃を使用しても、自衛とみなされる）。自宅や車は自分の「城」であり、守る権利があるとの考えに基づいた同法は「キャッスル・ドクトリン」（城の原則）と呼ばれ、銃規制に反対する全米ライフル協会が法制定を後押ししてきた。尚、テキサス州以外にも15州が同様の法律を持つ。同州では拳銃を容易に購入でき、許可を得れば持ち歩くことができる。
一方、テキサス州では2018年にサンタフェ高校銃乱射事件（10人死亡）、2019年にエルパソ銃乱射事件（22人死亡）、ミッドランド銃乱射事件（死者7人）など立て続けに多数の死傷者が伴う銃乱射事件が発生している。

#### 運転中の携帯電話
テキサス州の場合、これまで自動車の運転中の携帯電話の使用はまったく禁止されていなかった。そのため、公共交通機関の未発達による車社会もあいまって、携帯電話で通話やメールをしながら運転するドライバーがとても多く、これによって引き起こされる事故が後を絶たなかった。しかし2009年9月より18歳未満のドライバーは運転中の携帯電話の使用が禁止となり、それ以外のドライバーもスクールゾーンでは使用できなくなった。

### 行政区分
テキサス州の郡は254あり、全米の州の中で最大である。各郡は4人の選挙で選ばれたコミッショナー（人口に応じて分割された4つの選挙区の代表）から成るコミッショナーズ・コートによって運営されている。郡判事は郡全体の選挙で選ばれる。郡政府は「弱い」市長・市政委員会制度に近い形で運営されている。郡判事には拒否権が無いが、他のコミッショナーと共に投票に参加している。
テキサス州は市や郡にそのサービスを共有する「地方間協定」を結ぶことを認めているが、市と郡の統合政府を認めていない。また都市圏政府も認めていない。郡は「独自法」の郡を認められず、その権限は州法によって厳密に定義されている。テキサス州には編入済みにしろ未編入にしろ、郡内にタウンシップが無い。編入済み地域は自治体の一部である。郡は未編入地域に対して限られたサービスを提供する。自治体は「一般法」の市か、「独自法」の市かに区分されている。自治体は人口が5,000人を超えたときに有権者の投票により独自法の自治体かを選択できる。この住民投票は教育委員会やコミュニティ・カレッジの地区と同様、無党派で行われる。

## 経済

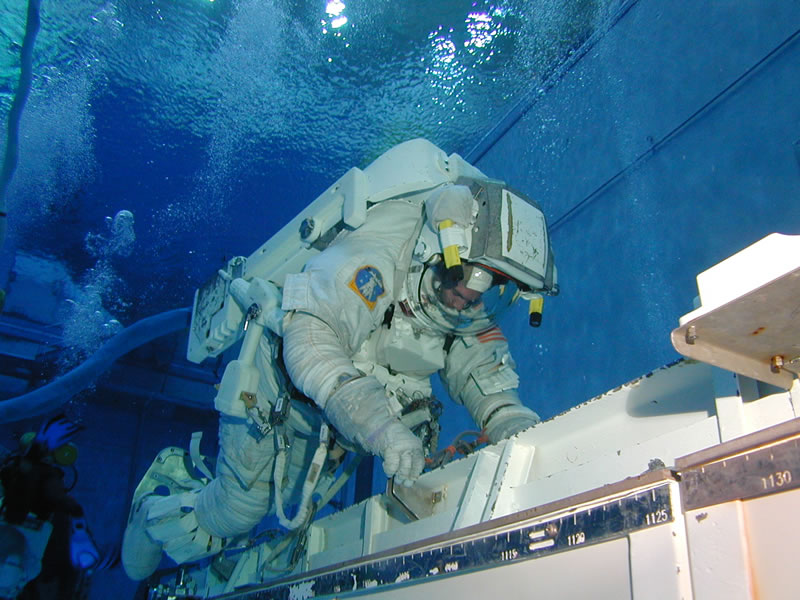
ジョンソン宇宙センター

2008年時点で、テキサス州は州総生産が1兆2,240億ドルであり、アメリカ合衆国の州では第2位である。世界の国と比較すると第11のカナダや第12位のインドに匹敵している。世界の国の地方区分では、カリフォルニア州と東京都に次いで第3位である。2007年の一人当たりGDPは37,083ドルであり、国内第22位だった。テキサス州は人口が多く、天然資源が豊富であり、多様な民族と多様な地形があることで、大きくまた多様な経済になってきた。石油が発見されて以来、州経済は石油産業の状況に大きく依存してきた。近年、都市部のサイズが大きくなり、2005年時点では人口の3分の2がそこに集中している。州経済の発展は都市スプロール現象とそれに付随する兆候を生んできた。
2010年1月時点での州内失業率は8.2％である。
テキサス州は「低い税、低いサービス」の定評がある。シンクタンクのタックス・ファンデーションに拠れば、テキサス州民の州税と地方税負担率は国内最低レベルの下から7番目であり、一人当たり3,580ドル、収入の8.7％である。州税の中に所得税が無い7州の1つである。その代わりに6.25％の消費税を徴収するが、地方課税地区（市、郡、特殊目的課税区および公共交通機関管理所）も2％までの消費税を課すので、トータルは最大8.25％となる。テキサス州は「税寄贈州」である。2005年時点で連邦政府に所得税として払った1ドルにつき、約0.94ドルがテキサスに返ってくる。
2004年、「サイト・セレクション・マガジン」がテキサス州を企業に最も優しい州に位置付けた。これにはテキサス州の運営する30億ドルのテキサス起業基金があることが貢献している。フォーチュン500に入っている企業の本社がある数では合衆国の州で最大である。
2017年時点で、州内には566,578人（世帯）の100万長者がおり、合衆国の州ではカリフォルニア州に次いで第2位である。これは、テキサス州の人口が、カリフォルニア州に次いで第2位であることから順当な結果といえる。しかし、全人口に占める割合で見ると、テキサス州は5.66%で第23位となり、全国平均の5.81%を少し下回る。
2020年代に入ってから、シリコンバレーなどにある企業が住宅価格の高騰などによる環境悪化を理由にテキサス州へ本社を移転する動きがある。移転企業にはテスラ、オラクル、ヒューレット・パッカード・エンタープライズ、トヨタ北米本社などがある。

### 主な産業など
歴史的に農業及び牧畜業が主要産業であったが、1901年にスピンドルトップでの油田が発見されて以来、エネルギー産業の比重が急激に高まり、以後エネルギー産業とともに歩んできた。こうしたことから従来、州の産業はCotton、Cattle、Crude のいわゆる「3C」に代表されるといわれてきた。しかし、80年代以降は、エネルギー産業に加えハイテク産業も成長するなどサンベルトの一大中心州として急速な発展を遂げてきている。
メキシコ湾や内陸部に油田が多く、石油資源が豊富であり、エクソンモービルやヴァレロなどの石油会社が多い。カウボーイ文化に象徴される放牧業も盛んである。

#### 農業と鉱業

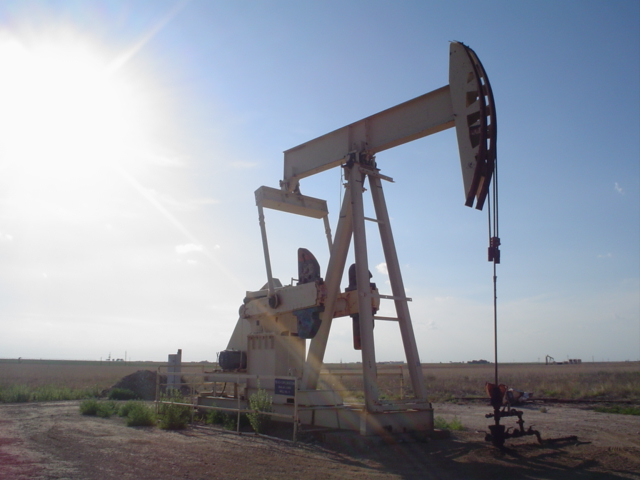
油井

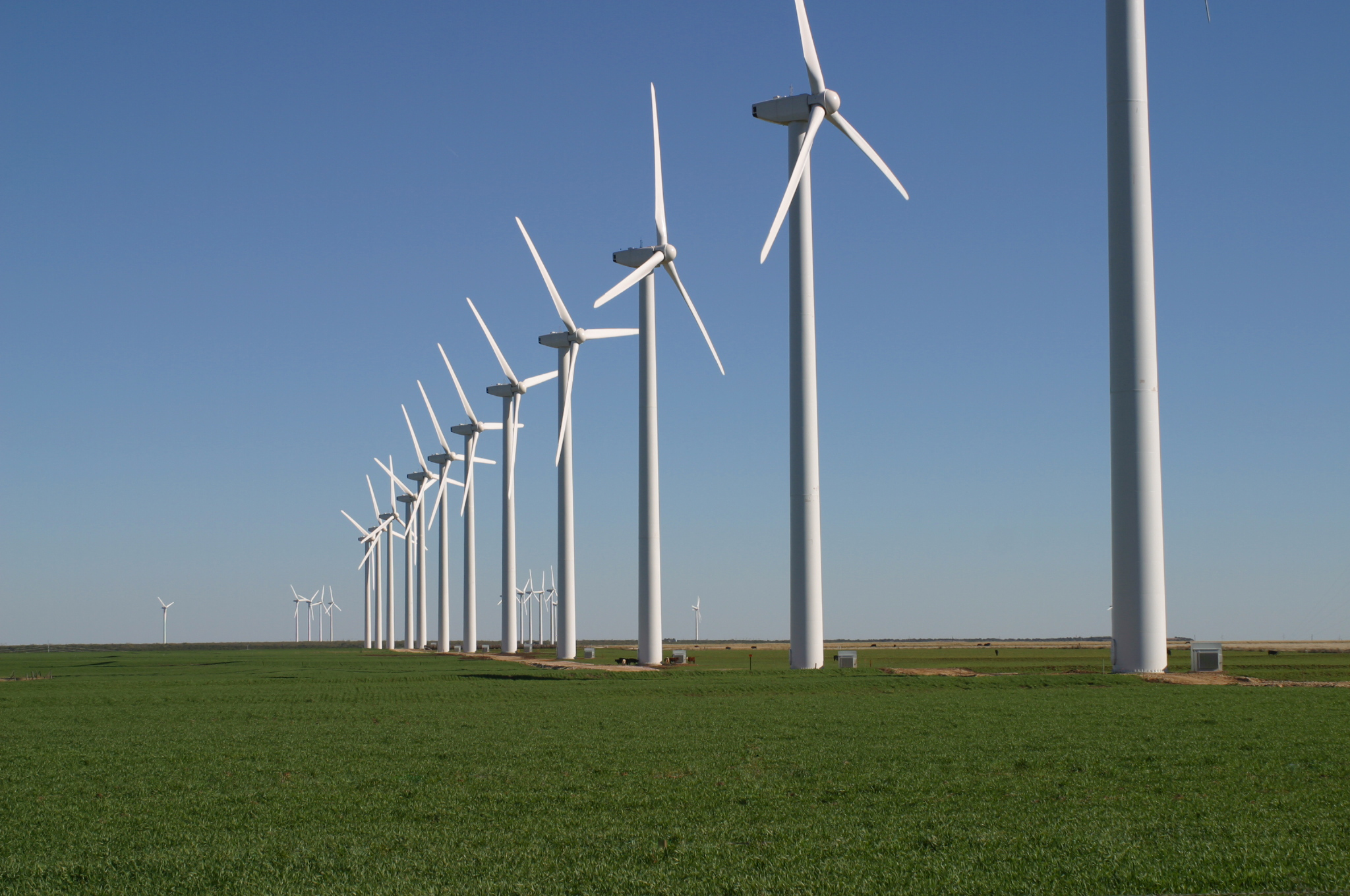
テキサス州西部平原にあるブラゾス・ウィンドファーム

テキサス州には合衆国の州の中で最大の農場数と最高の農場面積を持っている。家畜生産量でも国内で最大級であり、牛が最も収益を上げる生産物である。また羊とヤギの生産量も国内では高いほうである。農産物では綿花の生産量が高い。またかなりの量の穀物や農生産物も生産している。商業漁業も盛んである。鉱物資源についてはセメント、砕石、石灰、砂、砂利の生産量が大きい。

#### エネルギー
スピンドルトップで石油が発見されて以来、エネルギーは州内の政治と経済を牽引する存在になってきた。エネルギー情報管理局に拠れば、テキサス州一人当たりエネルギー消費量および全消費量で国内最大である。アメリカの他の州とは異なり、テキサス州では交流配電網であるテキサス・インターコネクションが送電を行っている。電力供給に関する規制は弱く、他の州や連邦政府からの送配電網の独立性を追求したことにより、災害時の電力供給が脆弱であると指摘されている。
テキサス州鉄道委員会は、その名前とは裏腹に州内の石油とガス産業、ガス公益事業、パイプラインの安全性、液化石油ガス産業の安全性、および石炭とウラニウムの採掘を管理している。1970年代まではテキサス州の原油埋蔵量を管理できる故に石油価格を制御していた。石油輸出国機構（OPEC)の設立者がテキサスの機関を石油価格管理のモデルに使った。
テキサス州には約50億バーレル (790,000,000 m3)1 の石油確認埋蔵量があり、合衆国全体の約4分の1に相当する。州内の石油精製所は1日に460万バーレル (730,000 m3) の石油を精製できる。ヒューストン地域のベイタウン製油所はアメリカ合衆国最大の精製所である。天然ガスの生産量も高く、国内供給量の4分の1に相当している。コノコフィリップス、エクソンモービル、ハリバートン、バレロおよびマラソン・オイルなど幾つかの石油会社がテキサスに本社を置いている。
21世紀に入るとシェールオイル採掘の技術が進歩し、内陸部を中心に石油生産量が増加した。HSBCはテキサス州を国として見た場合、2018年にはロシア、サウジアラビアに次ぐ世界第三位の石油産出国になると予想している。
再生可能エネルギー資源についてもテキサスは先進的な存在であり、風力発電量では国内最大である。テイラー郡とノーラン郡のホースホロー・風力エネルギーセンターは2008年11月時点で世界最大の風力発電量、735.5 メガワット(MW) の能力がある。エネルギー情報管理局は州内の大きな農業と林業でバイオ燃料用バイオマスを大量に供給できると述べている。また太陽光発電に付いても国内最大の開発可能性を有している。州内での支持の高さにもかかわらず、一部の共和党員は再生可能エネルギー導入に反対しており、普及を制限しようと目論んでいる。

##### 温室効果ガスの排出量
テキサス州の温室効果ガス排出量は全米50州中1位であり、2003年の1年間では約6億7000万トンの二酸化炭素を排出している。この内、運輸部門による排出量が28%を占めている。仮に、テキサス州を1つの国に置き換えたとすると、世界7位の排出量であり、フランス、イギリス、カナダのそれぞれの1国の排出量をも上回り、また排出量全米2位のカリフォルニア州と3位のペンシルベニア州の排出量の合計を超えている。
この原因には、19の石炭による火力発電所がある事、化学工場が多い事が挙げられる。さらに、公共交通機関が少なく、燃費の悪いフルサイズSUVやピックアップトラックが多い事、夏の暑さが厳しくエアコンによる電力消費量が高い事が挙げられる。そして、前知事のリック・ペリーはアル・ゴアを批判しており、地球温暖化問題に対して懐疑的である。ハイブリッド車も増えてきてはいるが、州内で登録されている2000万台以上の車のうちの約1%にとどまっている。また、2007年の調査では、全米で半数近い人々が地球温暖化が最も深刻な問題であると回答したのに対し、テキサス州ではイラク戦争が最も深刻な問題であると答えた人々が最も多く、地球温暖化を最も深刻な問題と回答したのは約4%の人々だけであった。

##### ピックアップトラック

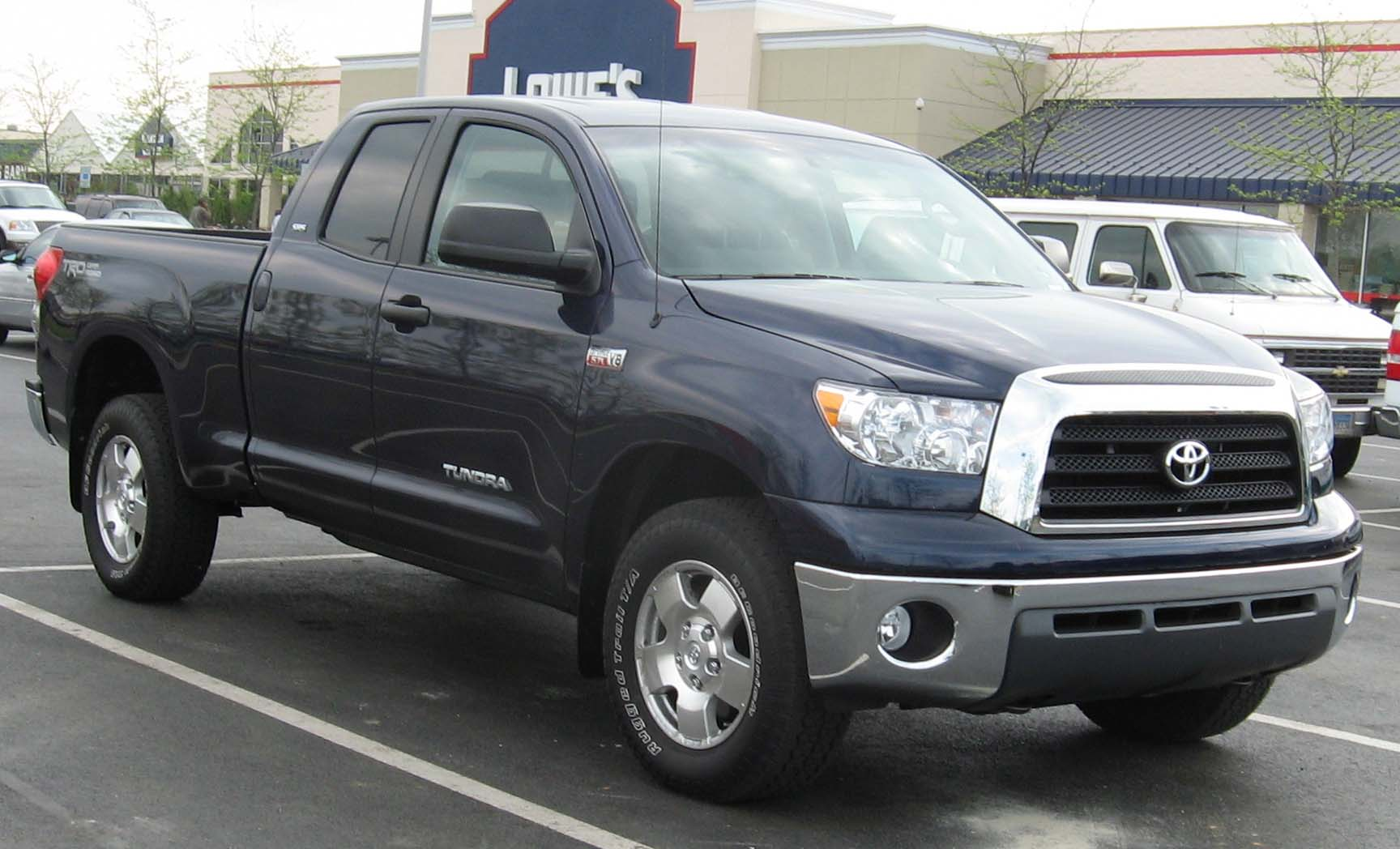
サンアントニオで生産されている2代目トヨタ・タンドラ

テキサス州では、轟音を立てて走るピックアップトラックを頻繁に目にする。「land of pickup trucks」と呼ばれるこのテキサス州は、全米の約14%のピックアップトラックが売れている最大の市場である。テキサス州内では登録されている乗用車の約4分の1、特に農村部では車両の約半分がピックアップトラックである。 とりわけ、ビッグスリーが発売する、フルサイズのフォード・Fシリーズ、シボレー・シルバラード、ダッジ・ラムなどが非常に多く、数年前に比べてガソリン価格が高騰している現在でも、根強い人気を誇る。さらに、各メーカーは「テキサス・エディション」や「ローンスター・エディション」などという、地域限定仕様も発売している。2006年に操業開始した、トヨタ自動車の北米向けフルサイズピックアップトラック「タンドラ」の工場も、ここテキサス州のサンアントニオに立地する。なお、テキサス州のトラックの自動車税は、その他のタイプの車の自動車税よりも安い。 また、日本では安全性の問題から近年は急激に減った、金属製のグリルガードを付けたピックアップトラックも多い。

#### 工業技術

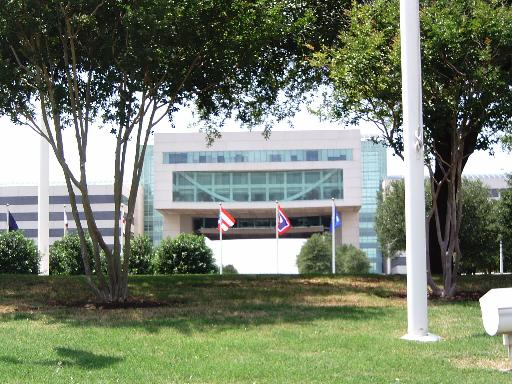
プレイノに存在したエレクトリック・データ・システムズ（EDS）本社

テキサス州には大きな大学システムがあり、テキサス企業基金やテキサス新技術基金のような指導機関と組み合わされて、幅広いハイテク産業が育ってきた。オースティン地域は「シリコンヒルズ」と呼ばれ、ダラス北部地域は「シリコンプレーリー」と呼ばれている。デル、テキサス・インスツルメンツ（TI）、ペロー・システムズ、AT&Tなど多くのハイテク企業の本社がテキサス州にある。また、コンパック・コンピュータの元本社は、カリフォルニア州に本社を置くヒューレット・パッカード（HP）による買収後も同社の最大拠点として現存しているほか、同様にHPが2008年8月に買収して傘下に収めた旧Electronic Data Systems（EDS、現在は「HPエンタープライズサービス」として事業を継続）もテキサスで創業し、成長した。
アメリカ航空宇宙局（NASA）のジョンソン宇宙センターはヒューストン南東部にあり、テキサス州の宇宙航空産業の至宝になっている。フォートワースにはロッキード・マーティンの宇宙航空事業部とベル・ヘリコプター・テキストロンがある。ロッキード・マーティンはF-16 ファイティングファルコンを製造しており、その後継機F-35 ライトニング IIをフォートワースで製作している。

#### 商業、サービス業

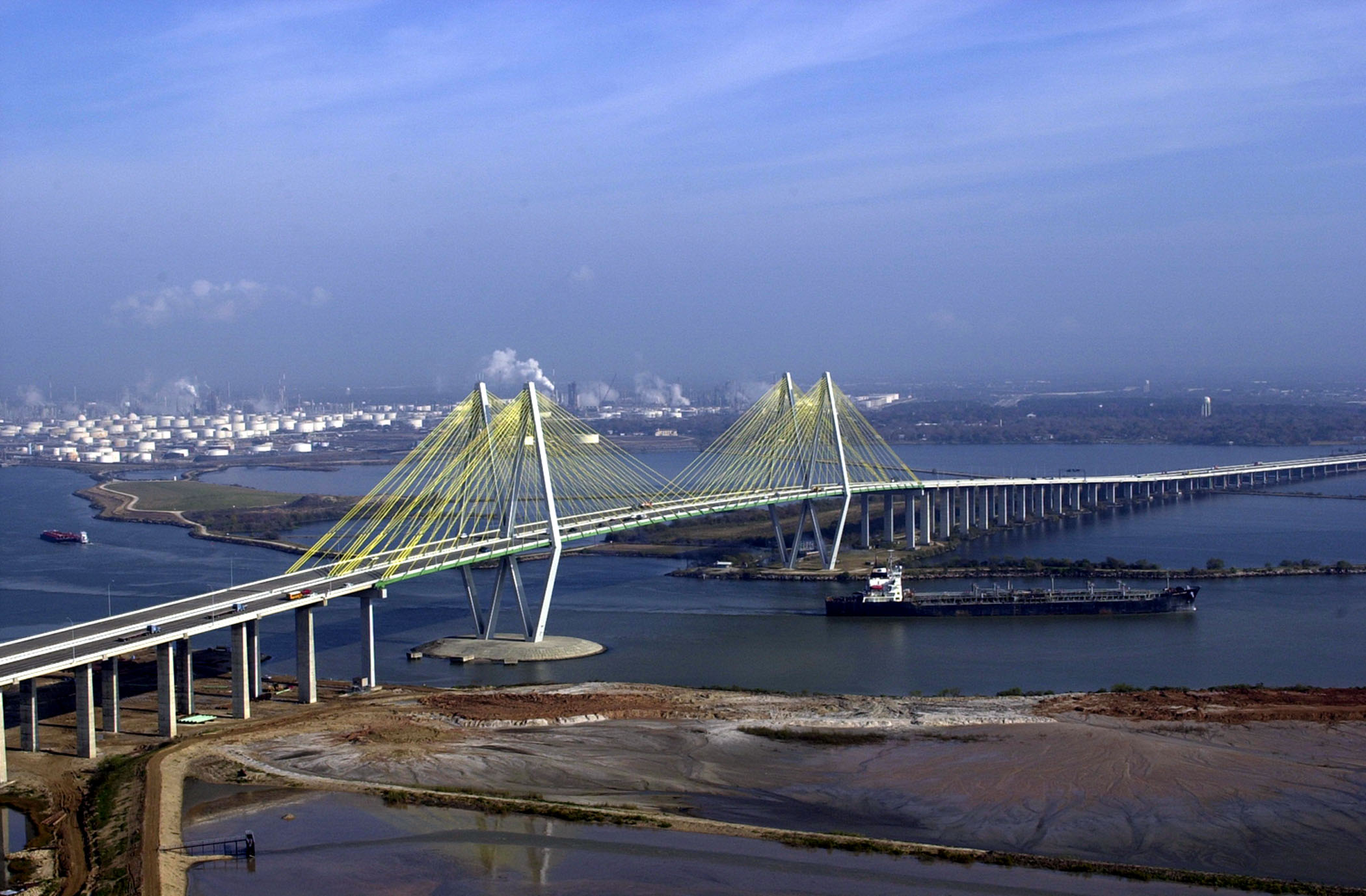
ヒューストン港と船舶水路

テキサス州の豊かさは、小売、卸、金融と保険および建設の各産業からなる強い商業分野を活気づかせている。フォーチュン500に入るテキサス州を本拠とする会社でテキサス州の伝統的産業ではないものとしては、AT&T、メンズ・ウェアハウス、ランドリーズ・レストラン、キンバリー・クラーク、ブロックバスター、ホールフーズ・マーケット、およびテネット・ヘルスケアがある。アメリカ合衆国で第2のショッピングセンターがあるダラス・フォートワース地域は、合衆国の都市圏で一人当たりのショッピングセンターの数が1番多い。
北米自由貿易協定 (NAFTA) によってメキシコがテキサス州にとって最大の貿易相手国となり、州輸出額の3分の1に相当する輸入額がある。テキサスとメキシコの国境には議論の多いマキラドーラの形成をNAFTAが奨励してきた。

##### カジノ
同州の白人系カジノは、船上ホテル・カジノの「テキサス・宝のクルーズ・カジノ」の一軒のみ。アランサス港に停泊する豪華客船「テキサス・トレジャー号」内にあり、湾内を周遊しながらスロットマシン500台、ブラックジャック、カリビアンスタッド、クラップス、レットイットライド、スリーカード・ポーカー、ルーレット&ポーカーの24のテーブル・ゲーム、ルーレット、および100台のビンゴ遊技機を楽しめる、一大娯楽施設である。2009年5月、テキサス州は同州でのカジノ賭博を非合法としているが、このカジノはとくに営業上の影響は受けていない。

### 主な会社など
テキサス州に本拠地のある企業には以下のようなものがある。
- コンチネンタル航空
- アメリカン航空
  - アメリカン・イーグル航空
- サウスウエスト航空
- エクソンモービル
- コノコフィリップス
- ハリバートン
- デル
- テキサス・インスツルメンツ
- AT&T
- ゴールドジム
- ディッキーズ
- J.C.ペニー
- ストラトフォー
- フリトレー
- ミニッツメイド
- BMCソフトウェア
- アソシエーツ・ファースト・キャピタル
- ADヴィジョン
- XTOエネルギー
- シネマーク・シアターズ
- ソーラーウィンズ

## 交通
テキサス人は歴史的に州の大きさと荒い地形のために旅行する難しさを味わってきた。その総延長でアメリカ合衆国最長となる高規格道路と鉄道のシステムと最大数の空港を作り上げることでこれを補ってきた。交通規制当局であるテキサス州交通局は州内の広大な高規格道路システムを維持し、航空と公的輸送システムを管制している。テキサス州は北アメリカ大陸の中央に位置しており、重要な交通の中継点になっている。ダラス・フォートワース地域からトラックが出発して48時間以内に国土の93％の地域まで到着でき、24時間以内であれば37％となる。テキサス州には33の外国貿易ゾーンがあり、国内最高である。2004年この外国貿易ゾーンを経由して2,980億ドルの商品が取引された。

### 高規格道路

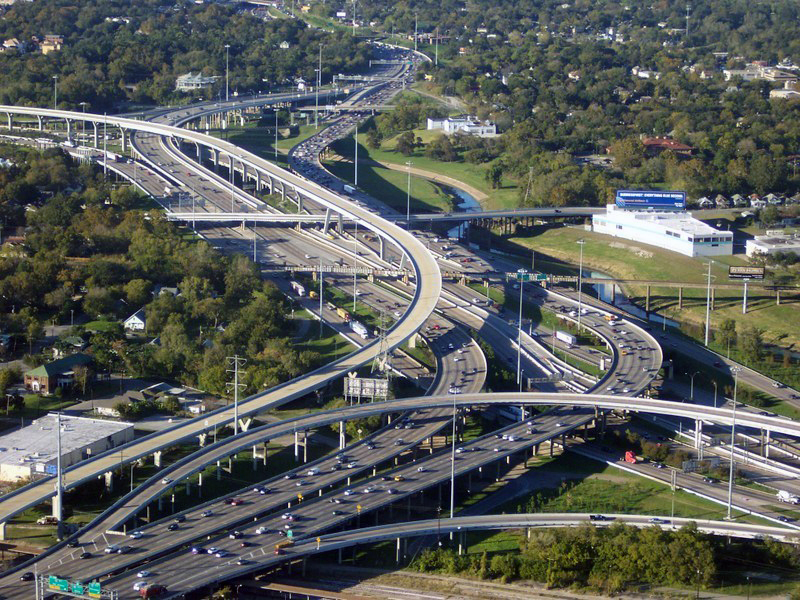
ヒューストンにある州間高速道路10号線と同15号線のインターチェンジ

テキサス人は1948年のヒューストンにおけるガルフ・フリーウェイ開通以来、フリーウェイを使うことが多い。2005年時点でテキサス中を走る79,535マイル (127,000 km) の公設高規格道路がある（1984年の71,000マイル (113,000 km) から増加した）。州内後期各道路の最近の成長にあてた資金のために17の有料道路があり、幾つか追加される提案もある。西テキサスで州間高速道路10号線も同20号線も最高制限速度が80マイル/時 (129 km/h) となっており、国内最高である。国道も州道も高規格道路は全て舗装されている。

### 空港
テキサス州には国内のどの州よりも多くの空港がある。最大のものはダラス・フォートワース国際空港であり、国内では第2位、世界でも第4位である。AMRコーポレーションのアメリカン航空とアメリカン・イーグル航空は旅客輸送距離と旅客搭乗数で世界最大の航空会社であり、ダラス・フォートワース国際空港をその最大かつ主要中継点に使っている。サウスウエスト航空もダラスに本社があり、ダラス・ラブフィールド空港で運行している。サウスウェスト航空は国内年間旅客数では国内最大であり、旅客数では世界最大である。
テキサス州で2番目に大きな空港はヒューストンのジョージ・ブッシュ・インターコンチネンタル空港である。ヒューストンを本拠にするユナイテッド航空（旧・コンチネンタル航空）の最大中継点である。アメリカの空港から来るメキシコ行き航空路の大半が利用している。

### 港
テキサス州の海岸と1,000マイル (1,600 km) 以上に及ぶ水路には1,000以上の海港が点在する。港では100万人近くを雇用し、毎年3億1,700万トンの荷を取り扱っている。大西洋岸内陸大水路のメキシコ湾部を通って合衆国大西洋岸の他の部分とを繋いでいる。今日のヒューストン港は外国貿易高で国内最大、全体では第2位であり、世界の港と比較しても第10位である。ヒューストン船舶水路は幅530フィート (161 m)、深さ45フィート (14 m)、長さ50マイル (80 km) ある。

### 鉄道

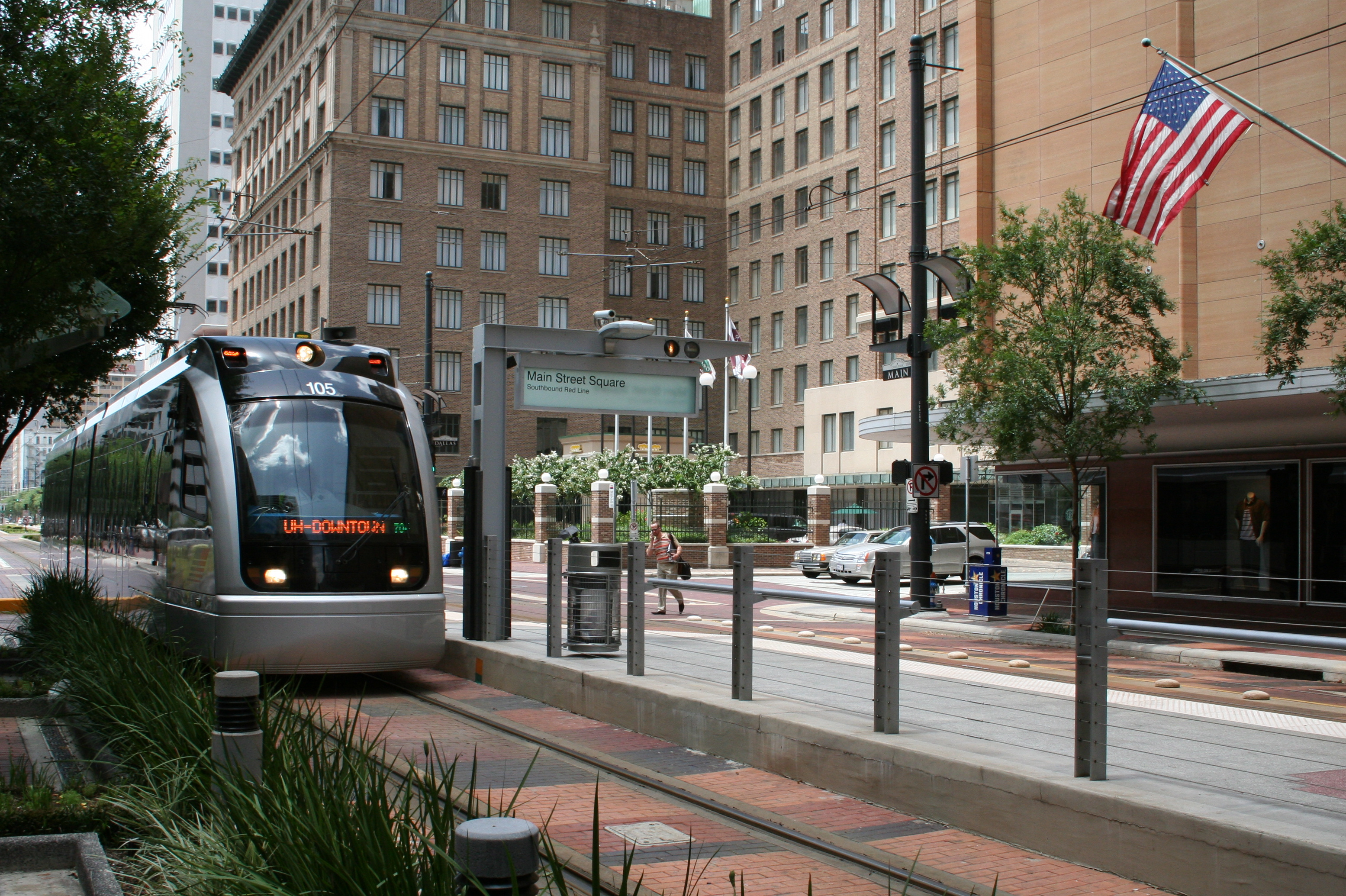
ヒューストンのメトロレール

テキサス州の伝統の一部はカウボーイ達がカンザスの鉄道まで牛を追っていった牛追いから派生している。テキサス州で初めて開通した鉄道は1853年8月のバッファローバイユー・ブラゾス・アンド・コロラド鉄道だった。北部から初めてテキサス州内に入ってきた鉄道は1872年完工のミズーリ・カンザス・テキサス鉄道だった。1911年以降テキサス州の鉄道総営業キロ数は全国一であり、最高時の1932年には17,078マイル (27,000 km) あったが、2000年までに14,006マイル (24,000 km) まで減った。テキサス州鉄道委員会は当初鉄道を規制するために作られたが、この任務は2005年にTxDOTに移された。

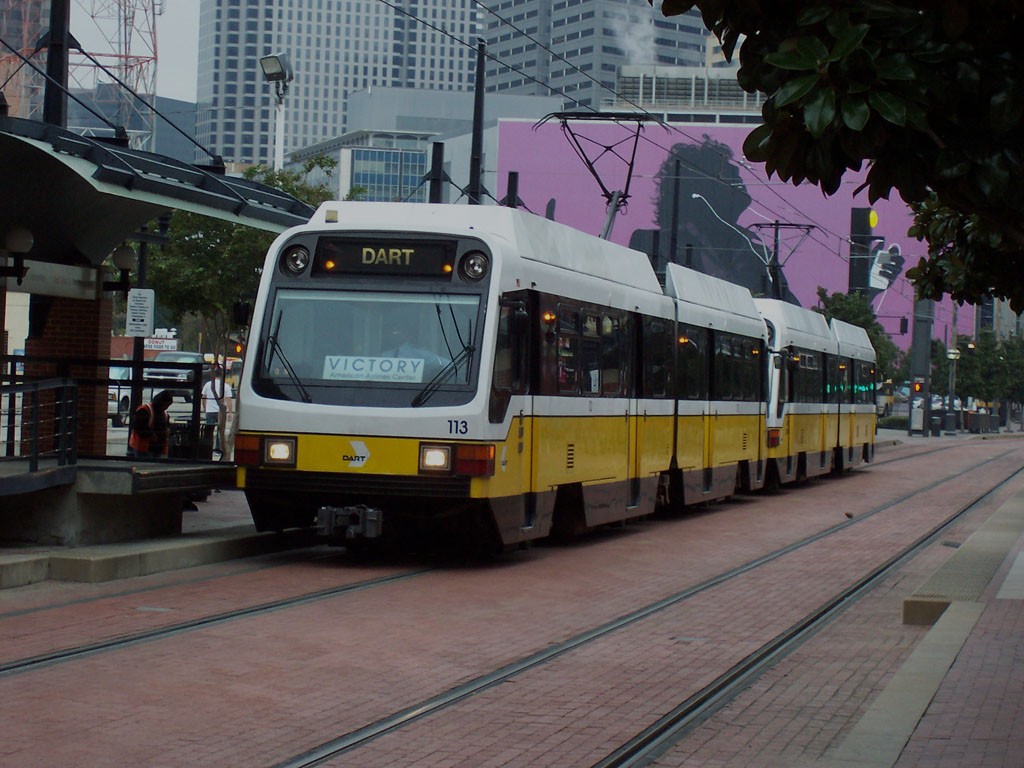
ダラス地域高速輸送の列車

ダラスとヒューストンはライトレール・システムを使っている。ダラス地域高速輸送（DART）は米国南西部では初となるライトレールを建設した。フォートワースとダラスを結ぶ通勤鉄道、「トリニティ・レールウェイ・エクスプレス（TRE）」はフォートワース交通局とDARTが共同運行している。オースティン地域ではキャピタル・メトロポリタン交通局が「キャピタル・メトロレール」と呼ばれる通勤鉄道を運行しており、北西部郊外とを繋いでいる。ハリス郡都市圏交通局はヒューストン地域のライトレールを運行している。
アムトラックが都市間限定乗客輸送を担当しており、その輸送量も頻度も大きい。定期便は3ルート有り、毎日のテキサス・イーグル（ロサンゼルス - シカゴ）、州3便のサンセット・リミテッド（ロサンゼルス - オーランド。但しニューオーリンズ以東の区間は運休中）は州内に幾つか停車駅があり、毎日のハートランド・フライアーはフォートワースからオクラホマシティまで直行である。
民間資本のテキサス・セントラル・レイルウェイは2021年までにダラスとヒューストンを90分で結ぶ高速鉄道を計画している。

## 教育
テキサス共和国第2代大統領ミラボー・B・ラマーが「テキサス教育の父」と言われている。その任期中に、各郡あたり3平方リーグ (70 km2) の土地を公立学校建設のために取って置かせた。さらに2つの大学がテキサスの恒久的大学基金の基盤になるものとして、そのために50平方リーグ (1,200 km2) の土地を別に確保させた。ラマーによってテキサス全体の公共教育体系の基盤が造られた。テキサス州はアメリカ議会交流懇談会の教育に関するレポートで26位に位置付けられた。テキサス州の学生は数学で平均より上だが、読むことでは平均以下だった。2005年から2006年に掛けて、テキサス州は生徒一人あたり7,854ドルを使っており、全国平均の9,295ドルを下回っている。また生徒と教師の比率が15.0であり、これも全国平均を僅かに下回っている。教師に対する報酬は38,130ドルであり、全国平均以下である。教育予算の89.2％を州が拠出し、10.8％を連邦政府が負担している。
テキサス教育機関が州内の公共教育制度を管理している。州内には1,000以上の教育学区があり、スタッフォード教育学区を除き自治対政府とは独立しており、多くは市境を跨っている。教育学区はその住民に課税し、私有資産に対しても土地収用を行使する権限がある。教育学区については予算を平衡化する裁判所指示があるために、「ロビンフッド計画」と呼ばれる州による再配分制度があるが、議論もある。この計画は裕福な教育学区から貧しい教育学区へ資産税を移動させるものである。テキサス教育機関は私立学校や家庭教育活動に関する権限を持たない。
テキサス州の生徒は初等学校と中等学校でテキサス州知識能力評価を受ける。これによって、テキサス教育標準と落ち零れ防止法で要求される読み、書き、数学、科学および社会研究の能力を評価される。2007年春、州議会は2011年から2012年の学校年から中核となる高校の新入生用知識能力評価を学年末試験で置き換えることにした。

### 単科・総合大学

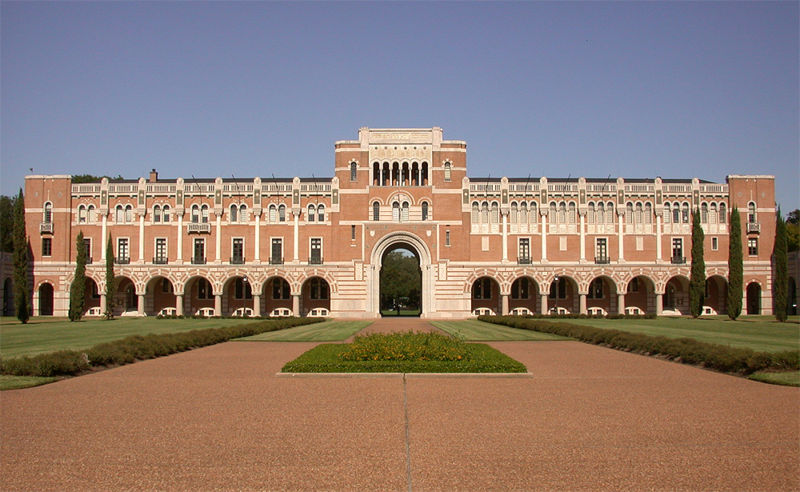
ライス大学

テキサスで議論のある代替的アファーマティブ・アクション計画であるテキサス・ハウス法案588は、高校卒業時の上位10％に入った生徒に州立の大学入学を自動的に認めることを保証している。この方は「ホップウッド対テキサス州事件」で持ち上がった問題を避けるために民族の多様性を促進している。
テキサス州には6つの州立大学システムと4つの独立公立大学がある。恒久的大学基金の土地で鉱物、特に石油が発見され州立最大の大学システムであるテキサス大学とテキサスA&M大学の急速な発展に貢献した。2005年秋の恒久的大学基金の資金は約150億ドルであり、ハーバード大学に続いて第2位である。その他の4つの大学システムは、ヒューストン大学、北テキサス大学、テキサス州立大学、およびテキサス工科大学である。
テキサス大学オースティン校とテキサスA&M大学はテキサス州の旗艦大学である。どちらもテキサス州憲法で設立され、恒久的大学基金の枠を持っている。州は新しい7つの研究大学のうち幾つかを格上げすることで旗艦大学の数を増やそうとしている。ヒューストン大学、テキサス工科大学およびテキサス大学ダラス校は一般に上位のクラスにあるものと考えられており、そこから次の研究型旗艦大学が現れるものと見なされている。
テキサス州には教養課程カレッジから全国的に認められた研究型一流大学まで私立教育機関が多くある。ヒューストンのライス大学はアメリカ合衆国の中でも先進的教育と研究の大学であり、「USニューズ&ワールド・レポート」によれば全米大学ランクで17位となっている。
同様に、サンアントニオにある比較的小さなトリニティ大学はその優秀な学術分野で認められてきた。「U.S.ニューズ・アンド・ワールド・リポート」の「アメリカの最良カレッジ」ランキングでは、17年間連続してアメリカ合衆国西部の第1位に挙げてきた。
テキサス州北部にあるフォートワースのテキサスクリスチャン大学とダラスの南メソジスト大学は「U.S.ニューズ・アンド・ワールド・リポート」から一流大学と認められてきた。この2校は地域が近いことなど類似性もあって、学術とスポーツの分野でライバル関係を発展させてきた。
元は公立でチャーター校でもあった私立大学のベイラー大学とサウスウェスタン大学がある。
テキサスA&M大学にあるジョージ・ブッシュ大統領図書館とテキサス大学オースティン校にあるリンドン・ベインズ・ジョンソン図書館・博物館という2つの大統領図書館がある。サザン・メソジスト大学に3番目のジョージ・W・ブッシュ大統領図書館を創設する合意ができた。
- アーリントンバプテスト大学（英語版）
- ダラス芸術大学（英語版）
- オースティン大学
- オースティン長老派神学校（英語版）
- ベイラー大学
  - ベイラー医科大学
- 聖トマス・モア大学（英語版）
- コンコーディア大学テキサス（英語版）
- クリスウェル大学（英語版）
- ダラスバプテスト大学（英語版）
- ダラスクリスチャン大学（英語版）
- ダラス神学校
- デヴライ大学（英語版）
- 東部テキサスバプテスト大学（英語版）
- 南西部聖公会神学校（英語版）
- ハーディン＝シモンズ大学（英語版）
- ヒューストンバプテスト大学（英語版）
- ハワード・ペイン大学（英語版）
- ハストン＝ティロットソン大学（英語版）
- ジャーヴィスクリスチャン大学（英語版）
- ルトゥーノー大学（英語版）
- リー短期大学（英語版）
- ラボッククリスチャン大学（英語版）
- マクマリー大学（英語版）
- 中西部州立大学（英語版）
- ノースウッド大学（英語版）
- 湖水の聖母大学（英語版）
- ポール・クィン大学（英語版）
- ライス大学
  - シェパード音楽学校
- 聖エドワード大学（英語版）
- 聖メアリー大学（英語版）
- シュライナー大学（英語版）
- 南メソジスト大学
- 南部テキサス法科大学（英語版）
- 南西部アドベンチスト大学（英語版）
- 南西部アッセンブリーズ・オブ・ゴッド大学（英語版）
- 南西部バプテスト神学校（英語版）
- 南西部クリスチャン大学（英語版）
- サウスウェスタン大学
- スティーヴン・F・オースティン州立大学（英語版）
- テキサスA&M大学システム
  - ベイラー歯科大学（英語版）
  - テキサスA&M大学カレッジステーション校（本校）
  - テキサスA&M大学コマース校（英語版）
  - テキサスA&M大学コーパスクリスティ校（英語版）
  - テキサス海事大学（テキサスA&M大学ガルヴェストン校）
  - テキサスA&M大学キングスヴィル校（英語版）
  - プレーリーヴューA&M大学（英語版）
  - タールトン州立大学（英語版）
  - テキサスA&M大学テクサーカナ校（英語版）
  - テキサスA&M国際大学（英語版）
  - ウェスト・テキサスA&M大学
- テキサスクリスチャン大学
- テキサスカレッジ（英語版）
- テキサスルーテル教会大学（英語版）
- テキサス南部大学（英語版）
- テキサス州立工科大学システム（英語版）
  - テキサス州立工科大学ハーリンジェン校
  - テキサス州立工科大学マーシャル校
  - テキサス州立工科大学ウェーコ校（英語版）
  - テキサス州立工科大学スイートウォーター校
- テキサス州立大学システム（英語版）
  - アンジェロ州立大学
  - ラマー大学（英語版）
  - ラマー工科大学（英語版）
  - ラマー州立短期大学オレンジ校（英語版）
  - ラマー州立短期大学ポートアーサー校（英語版）
  - サム・ヒューストン州立大学（英語版）
  - スル・ロス州立大学（英語版）
  - スル・ロス州立大学リオグランデ校
  - テキサス州立大学サンマルコス校
- テキサス工科大学
- テキサス工科大学医療科学センター（英語版）
- テキサスウェスレーアン大学（英語版）
- テキサス女子大学（英語版）
- トリニティ大学
- 中部テキサス短期大学（英語版）
- ダラス大学（英語版）
- ヒューストン大学システム（英語版）
  - ヒューストン大学（英語版）
  - ヒューストン大学クリアーレイク校（英語版）
  - ヒューストン大学ダウンタウン校（英語版）
  - ヒューストン大学ヴィクトリア校（英語版）
- メアリー・ハーディン＝ベイラー大学（英語版）
- 北テキサス大学システム（英語版）
  - 北テキサス大学（本校）
  - 北テキサス大学医療科学センター（英語版）
  - 北テキサス大学ダラス校（英語版）
- 聖トマス大学（英語版）
- テキサス大学システム
  - テキサス大学アーリントン校
  - テキサス大学オースティン校（本校）
  - テキサス大学ブラウンズヴィル校（英語版）
  - テキサス大学ダラス校
  - テキサス大学エルパソ校（英語版）
  - テキサス大学パンアメリカン校（英語版）
  - テキサス大学パーミアンベースン校（英語版）
  - テキサス大学サンアントニオ校
  - テキサス大学タイラー校（英語版）
  - テキサス大学ヒューストン医療科学センター（英語版）
  - テキサス大学サンアントニオ医療科学センター（英語版）
  - テキサス大学タイラー医療センター（英語版）
  - テキサス大学MDアンダーソンがんセンター
  - テキサス大学医学部ガルヴェストン校（英語版）
  - テキサス大学南西部医学センター（英語版）
- インカーネット・ワード大学（英語版）
- ウェイランドバプテスト大学（英語版）
- ワイリー大学（英語版）

## 文化

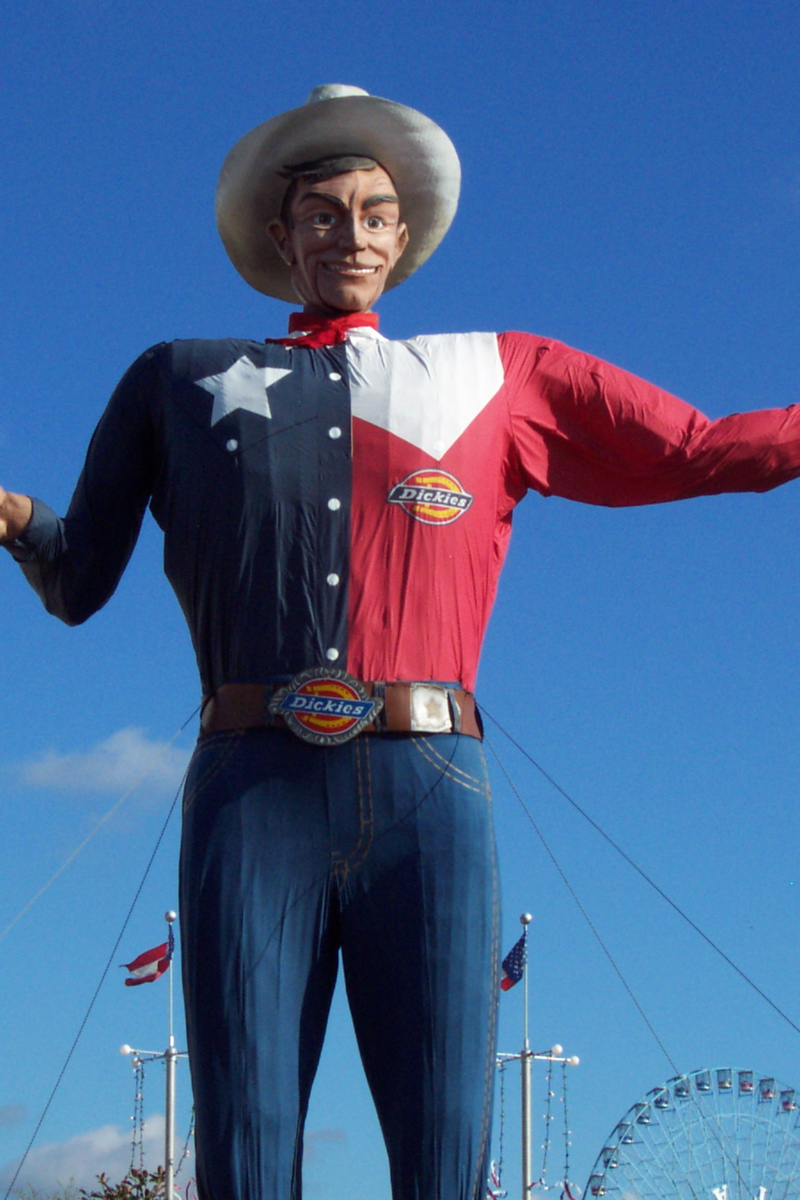
テキサス州祭では1952年以降の毎年ビッグ・テックスが登場している

歴史的にテキサスの文化は南西部（メキシコ）南部（ディキシー）および西部辺境の影響が混ざり合ったものである。人気のある料理のブレックファスト・ブリートはこれら3つの影響を受けたものであり、柔らかい小麦粉のトルティーヤにベーコンやスクランブルエッグなど熱く調理されたものを包み込んだものである。18世紀から19世紀に掛けて作られてきたテキサスの伝統的な文化に加えて、移民の流入によって世界中の文化の坩堝になってきた。

### 音楽・芸術
西部開拓時代や郷愁の雰囲気から、古くからカントリー・ミュージックの人気が高い。同州は多くの著名なカントリー・ミュージック歌手を輩出している。テキサス出身のカントリー歌手には、レフティ・フリーゼル、ハンク・トンプソン、クリス・クリストファーソン、ウェイロン・ジェニングス、ケニー・ロジャースらがいる。また、ブルース歌手のライトニン・ホプキンス、Tボーン・ウォーカー、ジョニー’ギター’ワトソン、フレディ・キング、ソウルのZZヒルらも同州出身だった。
テハーノがテキサスで育んできたラテン系の音楽はテクス・メクス・ミュージックまたはテハーノ・ミュージックと呼ばれ、スペイン語で歌われる。テハーノ・ミュージックはヒスパニック系アメリカ人のコミュニティのみならず海外でも人気が高い。著名なテハーノのミュージシャンにセレーナがいる。ヒューストンは、ヒューストン・グランドオペラ、ヒューストン交響楽団、ヒューストン・バレーおよびアレー劇団というふうに主要な芸術分野の全てに恒久的かつ職業的団体があることでは、アメリカに5つしかない都市の1つである。ヒューストン中心街の真ん中17ブロックであるヒューストン劇場地区は視覚芸術と舞台芸術の活力で知られ、劇場の観客席12,948と映画観客席1,480が存在する。ヒューストンには、ドン・ロービーのデューク、ピーコックというレコード・レーベルが存在した。
1892年に設立されたフォートワース現代美術館は「ザ・モダン」とも呼ばれ、テキサス州最古の美術館である。フォートワースにはキンベル美術館、アモン・カーター博物館、ナショナル・カウガール博物館と殿堂、ウィル・ロジャーズ記念センターおよびバス芸術劇場もある。ダラス中心街の芸術地区にはダラス美術館、モートン・H・メイアーソン・シンフォニー・センター、マーゴット・アンド・ビル・ウィンスピア・オペラハウス、トラメル・アンド・マーガレット・クロウ・アジア美術コレクション、およびネイシャー彫刻センターといった芸術のための施設がある。
ダラス市内にあるディープ・エラム地区は1920年代と1930年代にアメリカ合衆国南部のジャズとブルースのホットスポットとして人気があった。ディープ・エラムという名前は地元の人が「ディープ・エルム」と「ディープ・エラム」と発音したことに拠っている。ブラインド・レモン・ジェファーソン、ロバート・ジョンソン、ハディー・"レッドベリー"・レッドベターおよびベッシー・スミスなどのアーティストが初期ディープ・エラムのクラブで演奏した。また、ジャニス・ジョプリンやジョニー・ウィンター、スティーヴィー・レイ・ヴォーン、ZZトップらのロック、ブルース・ロック・ミュージシャンも、テキサス州出身である。
オースティンはライブ・ショウが盛んなことで知られ、一人当たりのライブミュージックの会場数が、ナッシュビル、メンフィス、ロサンゼルス、ニューヨーク市よりも多いことを誇っている。オースティンの音楽は6番通りのナイトクラブを中心に回っている。映画、音楽およびマルチメディアの祭であるサウス・バイ・サウスウェスト、アメリカのテレビで長寿番組である「オースティン・シティ・リミッツ」およびジルカー公園で行われるオースティン・シティ・リミッツ音楽祭などの行事がある。
1980年以降、サンアントニオは「世界のテハーノ音楽の首都」として展開してきた。テハーノ音楽と文化に大きな注目を集め好評を博した公開番組にテハーノ音楽賞が与えられている。
ラウンドロックにおいては、毎年2月の頭に〔ウシコン〕というアニメコンベンションが開催されている。

### 食文化

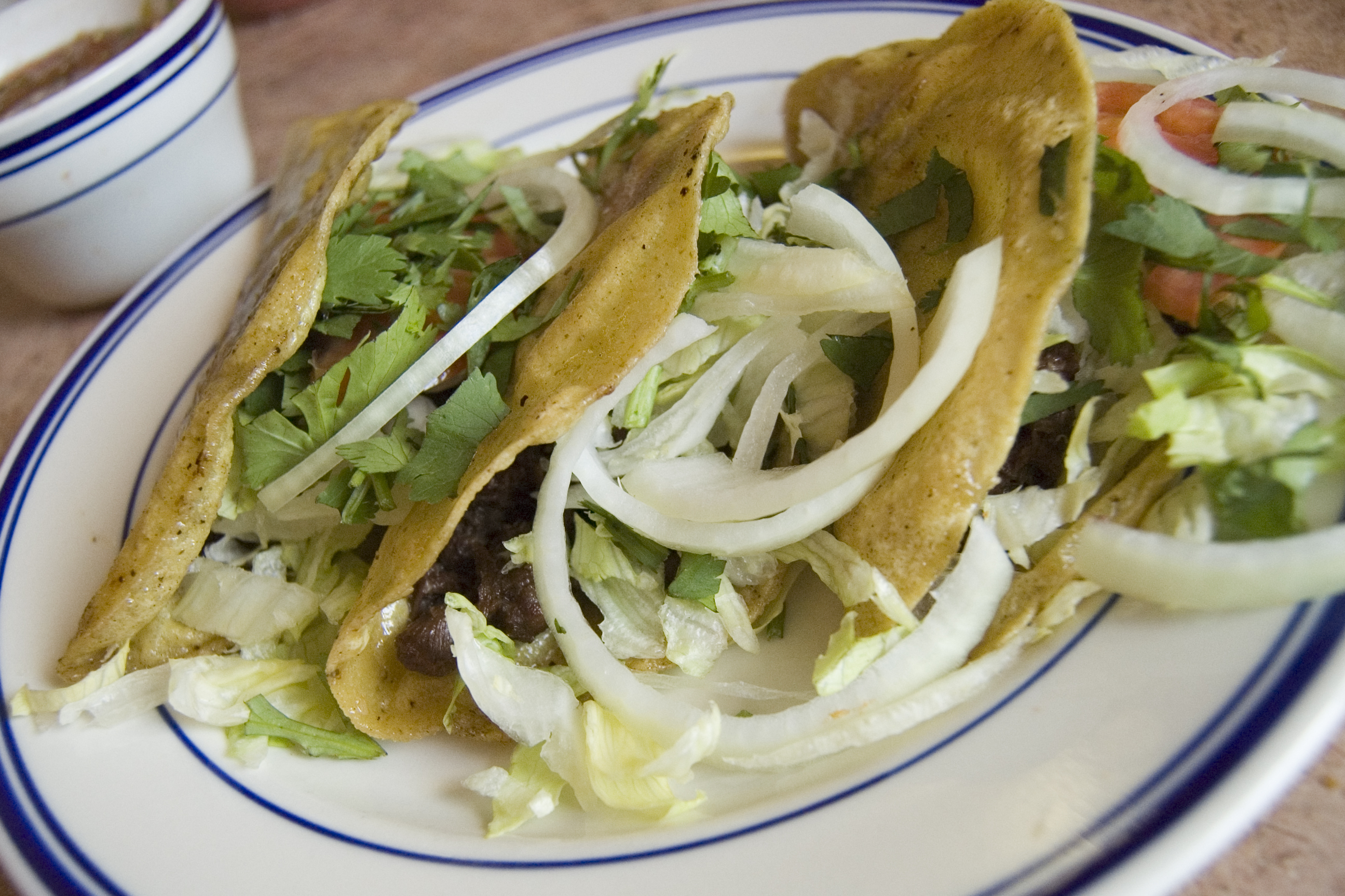
タコス

牛の放牧業が重要な産業の一つであることから牛肉の消費が盛んであり、ステーキ、バーベキュー、ビーフジャーキーなどの人気が高い。タコスやブリート、ナチョス、チリコンカーン、フリホレスをはじめとしたテクス・メクス料理は郷土料理の一つであり、テクス・メクス料理専門のレストランもとても多い。州東部の食文化は南部料理との共通点が多く、ルイジアナ州と接する地域はケイジャン料理の影響を受ける。

### スポーツ
テキサス州はダラス・カウボーイズやテキサス大学オースティン校などの強豪アメリカンフットボールチームが多く、アメリカンフットボールの人気が際立って高い。また、これらのチームのTシャツなどのグッズを身に着けて歩いている人も多い。
テキサス人は数多いプロスポーツ・チームを応援している。「ビッグフォー」と呼ばれるプロスポーツではアメリカフットボールとメジャーリーグベースボールで各2チーム、バスケットボールで3チーム、アイスホッケーで1チームがある。ダラス・フォートワース都市圏は「ビッグフォー」の全てを持つアメリカ合衆国の都市圏13か所の1つである。「ビッグフォー」以外にも女子バスケットボール協会やメジャーリーグサッカーやメジャーリーグラグビーやメジャーリーグクリケットなどに加盟するチームがある。
カレッジスポーツはテキサスの文化、特にアメリカンフットボールで深い重要性がある。ディビジョンI-FBSに所属するカレッジが10校あるのは全米最大である。大学スポーツチームのベイラー・ベアーズ、テキサス・ロングホーンズ、テキサスA&M・アギーズおよびテキサス・テック・レッドレイダーズはビッグ12カンファレンスで競っている。またテキサス・ロングホーンズ、テキサスA&M・アギーズ、TCUホーンドフロッグスおよびSMUマスタングスは少なくとも一度は全国チャンピオンになった。

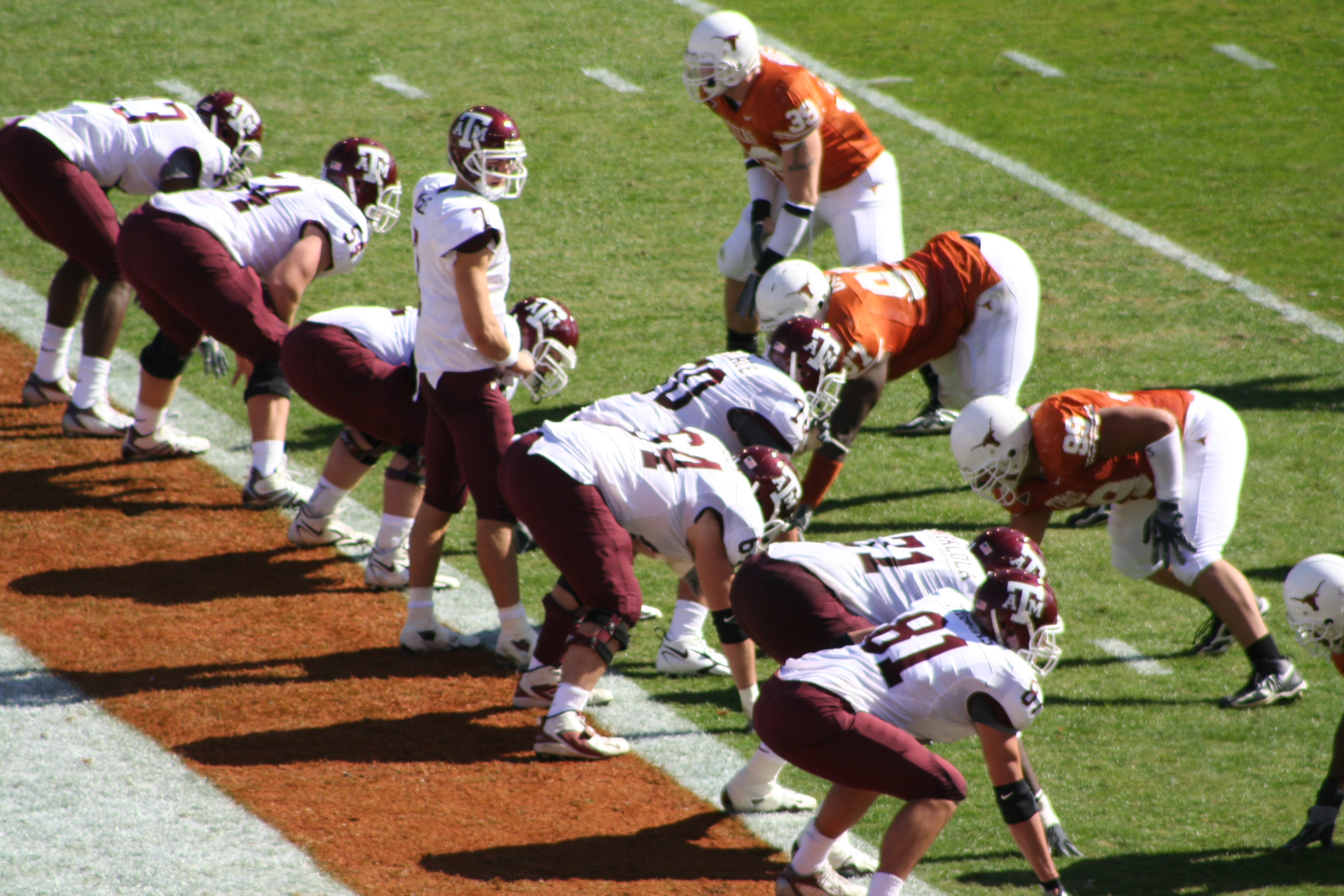
2006年のローンスター・ショウダウンでのアメリカンフットボール試合、ダレル・K・ロイヤル・テキサス記念スタジアム

ディビジョンI-Aのコーチによる調査では、オクラホマ大学とテキサス大学の対校戦であるレッド・リバー・シュートアウトは国内でも第3位にランクされている。州内での活発な対校戦であるローンスター・ショウダウンはテキサスA&M大学とテキサス大学という2つの最大規模大学で争われている。TCUホーンドフロッグスとSMUマスタングスも対校戦を行っており、毎年バトル・フォー・ザ・アイアン・スキレットを競っている。
ユニバーシティ・インタースコラスティック・リーグは大半の初等および中等学校の競技会を組織している。行事としては運動競技会（高校フットボールが人気）や芸術と学問の競技会もある。
テキサス人はロデオも楽しむ。世界で初のロデオはテキサス州ペコスで開催された。毎年開催されるヒューストン家畜ショーとロデオは世界最大のロデオ大会である。州内の数カ所から出発してリライアント公園に集まるトレイル・ライド（長距離騎旅）から始まった。フォートワースで開催されるサウスウェスタン・イクスポジション・アンド・ライブストックショーは、最古の連続して開催されているロデオであり、州内の歴史ある伝統を毎年の行事に取り込んできた。ダラスでは毎年フェア・パークでテキサス州祭を開催している。
オースティンでは2012年からフォーミュラ1ワールド・チャンピオンシップの1戦を行うことになった。アメリカ合衆国では2007年のインディアナポリス・モーター・スピードウェイでのグランプリ以来のことになる。
- NFL
  - ダラス・カウボーイズ
  - ヒューストン・テキサンズ
- AFL
  - オースティン・ラングラーズ（英語版）
  - ダラス・デスペラードス（英語版）
- WPFL（英語版）
  - ダラス・ダイヤモンズ
  - ヒューストン・エナジー（英語版）
- IWFL（英語版）
  - ダラス・レボリューション
- NBA
  - ダラス・マーベリックス
  - ヒューストン・ロケッツ
  - サンアントニオ・スパーズ
- NBAデベロップメント・リーグ
  - オースティン・トロス
  - フォートワース・フライヤーズ
- WNBA
  - ヒューストン・コメッツ
  - サンアントニオ・シルバースターズ
- NHL
  - ダラス・スターズ
- AHL
  - ヒューストン・エアロズ
  - サンアントニオ・ランページ（英語版）
- CHL
  - オースティン・アイスバッツ（英語版）
  - ラボック・コットンキングス（英語版）
- MLB
  - ヒューストン・アストロズ
  - テキサス・レンジャーズ
- パシフィックコーストリーグ, マイナーリーグベースボール
  - ラウンドロック・エクスプレス
- テキサスリーグ, マイナーリーグ
  - アマリロ・ソッドプードルズ
  - コーパスクリスティ・フックス
  - フリスコ・ラフライダーズ
  - サンアントニオ・ミッションズ
  - ミッドランド・ロックハウンズ
- セントラル・ベースボール・リーグ, マイナーリーグ
  - アマリロ・ディラス（英語版）
  - エディンバーグ・ロードランナーズ
  - フォートワース・キャッツ
  - リオグランデバレー・ホワイトウイングス（英語版）
  - サンアンジェロ・コルツ
- MLS
  - FCダラス
  - ヒューストン・ダイナモ
  - オースティンFC
- MLR
  - オースティン・ギルグロニス
  - ヒューストン・セイバーキャッツ
- MLC
  - テキサス・スーパーキングス

テキサスを拠点としていたヒューストン・オイラーズはメンフィス、更に ナッシュビルへ移転、現在は テネシー・タイタンズとなっている。ヒューストンには他にAFLチームのヒューストン・サンダーベアーズ、及びマイナーリーグのサッカークラブヒューストン・ホットショッツがある。
2004年にはエルパソにテキサスマイナーリーグのエルパソ・ディアブロズがあったがスプリングフィールドに移転、現在はスプリングフィールド・カージナルスとなっている。

### 愛州心の高さ

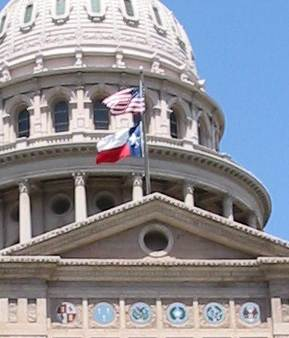
テキサス州会議事堂に星条旗ともに掲揚されるテキサス州の旗「ローン・スター旗」。テキサス州旗のみが合衆国旗と同じ旗ざおに掲揚されることが許されているという『都市伝説』がある。

歴史的にテキサス共和国として独立していた事もあり、テキサスでは州に対して強い愛着を持っている人々が多い。現在の州旗になっているテキサス共和国時代の旗は、学校や店、ピックアップトラックのリアウインドウなど、至る所で見かけられる。また、「NATIVE TEXAN」（生まれつきのテキサス人）というステッカーを張り付けている車もよく見られる。

## 医療
ザ・コモンウェルス・ファンドに拠れば、テキサス州の健康管理システムは国内の悪い方から3番目ということである。医療の受けやすさ、治療の質、回避できる入院費用、および様々な集団間の公平性といった指標で最下位の方にある。この厳しい評価の原因には、政治、高い貧困率および国内最大の不法移民数率が挙げられる。2006年5月、州内人口の25.1％は健康保険を持っていないという国内最大の比率が報告があったことに反応して「レッドコード」計画を始めた。また「増え続ける医療ミス保険料を抑制し、上昇する医療費を管理する」ために、医療ミス訴訟の非経済損害上限額を25万ドルに設定して議論を呼んでもいる。
アメリカ人の健康トラストは、テキサス人の27.2％が肥満と判定されたことで、成人の肥満度15位にランク付けた。2008年の「メンズヘルス」誌の肥満度調査では、アメリカ合衆国の肥満率の高い25都市の中にテキサス州の都市が4つ入っており、ヒューストンは6位、ダラスが7位、エルパソが8位、アーリントンが14位となっている。同じく「健康率の高い25都市」にはオースティンが唯一21位で入っている。

### 医療研究

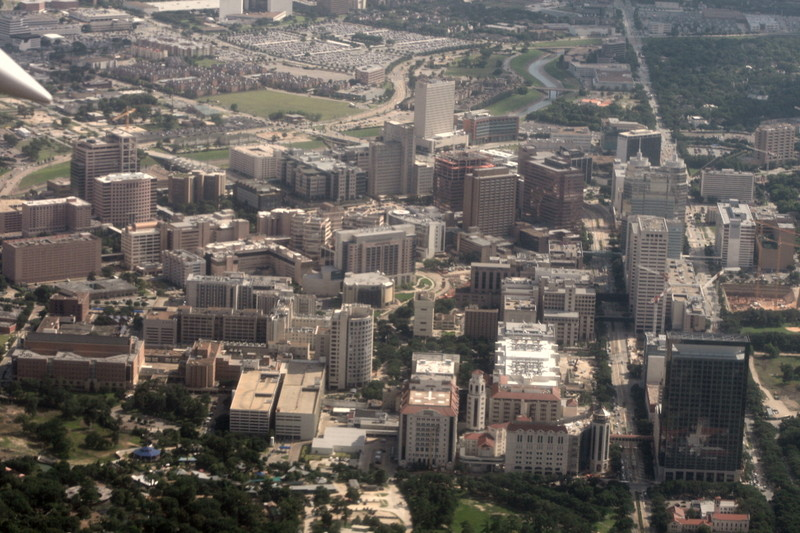
ヒューストンのテキサス医療センター

テキサス州内には多くの優れた医療研究所がある。9つの医学校、3つの歯科学校、1つの眼科学校がある。バイオセーフティーレベル4の研究室は、ガルベストンのテキサス大学医学部に1つと、サンアントニオにある全米で初の民間バイオセーフティー・レベル4の研究室であるサウスウェストバイオ医療研究基金のもの3つ、合計4つがある。
ヒューストンにあるテキサス医療センターは47の会員団体を有する世界最大の研究と医療の集中機関である。心臓移植手術の数でも世界一である。テキサス大学M・D・アンダーソンがんセンターは癌患者の治療、研究、教育および予防を行う高度に尊重される学術機関である。
サンアントニオのサウステキサス医療センターは臨床医学研究分野でアメリカ合衆国第6位に位置付けられる機関である。やはりサンアントニオのテキサス大学健康科学センターも高い評価を受ける研究と教育の機関である。
アメリカ心臓協会とテキサス大学サウスウェスタン医療センターがダラスを本拠地にしている。サウスウェスタン医療センターは「世界の学術的医療センター上位」の中に位置付けられている。このセンターは世界でも最も多いノーベル生理学・医学賞受賞者を雇用している。

## その他

### 姉妹自治体・提携自治体
- 台湾省（中華民国）
- 愛知県 (日本)
2016年（平成28年）4月22日 友好相互協力提携[176]

### 日本の姉妹都市
下記の日本国内の市町村は、テキサス州内の市との間で姉妹都市関係を結んでいる。
- 宮城県仙台市 - ダラス市
- 群馬県水上町、現みなかみ町 - キャニオン市
- 群馬県新治村、現みなかみ町 - ハンツヴィル市
- 千葉県千葉市 - ヒューストン市
- 千葉県八千代市 - タイラー市
- 東京都武蔵野市 - ラボック市
- 神奈川県横須賀市 - コーパスクリスティ市
- 神奈川県秦野市 - パサデナ市
- 新潟県新潟市 - ガルベストン市
- 新潟県長岡市 - フォートワース市
- 熊本県熊本市 - サンアントニオ市
- 大分県大分市 - オースティン市
- 大分県別府市 - ボーモント市
- 宮崎県えびの市 - ベルトン市
- 鹿児島県名瀬市、現奄美市 - ナカドゥチェス市